# Guimaëc
Guimaëc [gimɛk] est une commune du département du Finistère, dans la région Bretagne, en France. Elle se situe en pays trégorrois.

## Géographie

### Situation
| Saint-Jean-du-Doigt | La Manche | Locquirec                          |
| Saint-Jean-du-Doigt | Guimaëc   | Plestin-les-Grèves (Côtes-d'Armor) |
| Lanmeur             | Lanmeur   | Plouégat-Guérand                   |

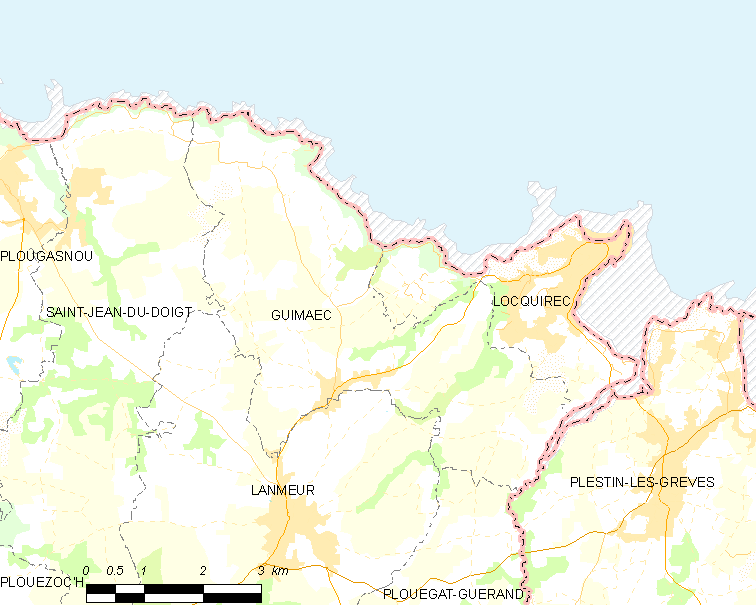
Carte de la commune de Guimaëc.

Guimaëc est une commune littorale de la Manche donnant sur la Baie de Lannion ; son bourg est cependant situé sur un plateau à plus d'un kilomètre de la mer. À l'est, elle est séparée de Lanmeur et Locquirec par de minuscules fleuves côtiers (en fait de simples ruisseaux, notamment celui qui se jette à Poul Rodou et le ruisseau du Moulin de la Rive), le Douron et son embouchure étant situés encore plus à l'est, séparant Guimaëc de Plestin-les-Grèves.

### Description
Le littoral est caractérisé par des falaises abruptes et élevées, atteignant jusqu'à 80 mètres de haut, tant à l'ouest (à la pointe Runglaz par exemple, en direction de Saint-Jean-du-Doigt) qu'au sud-est de la pointe de Beg-ar-Fri ; seules deux plages d'ampleur limitée sont accessibles : celle de Vilin Izella au sud de la pointe de Beg-ar-Fri et celle de Poul Rodou, plus à l'est, partagée avec la commune de Locquirec.

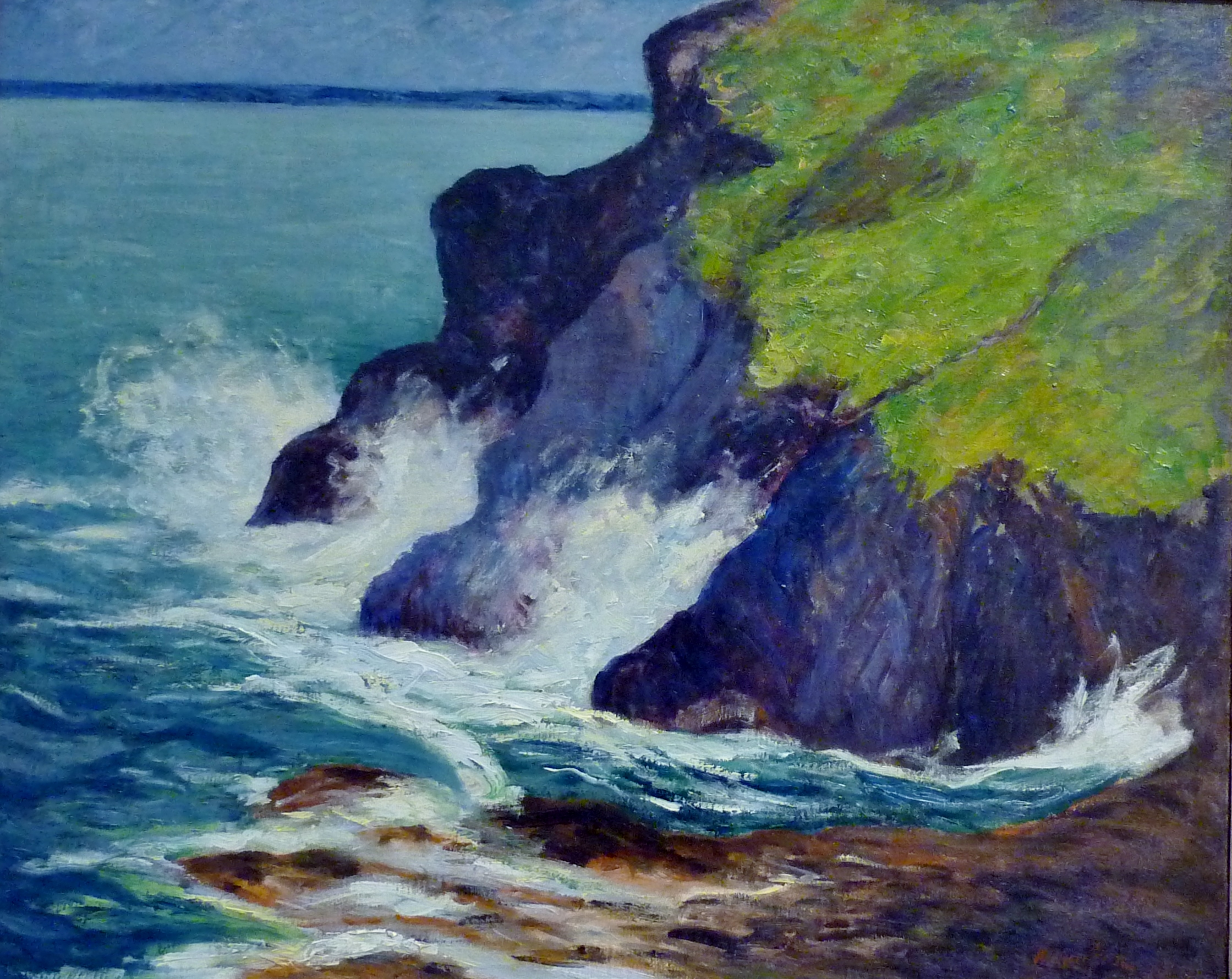
Maxime Maufra : Les trois falaises. Saint-Jean-du-Doigt (1894, musée de Pont-Aven) - en fait la pointe de Runglaz, située en Guimaëc.

L'essentiel du finage communal est constitué d'un plateau situé vers une centaine de mètres d'altitude dans sa partie occidentale, atteignant 111 mètres à son point le plus élevé, près de Keravel, à la limite ouest de la commune ; le bourg est vers 85 mètres d'altitude ; la partie orientale de la commune, légèrement moins élevée est aussi plus vallonnée car elle est parcourue par de minuscules fleuves côtiers qui se jettent dans la Manche, pour l'un au niveau de la plage de Poul Rodou, pour deux autres sur celle du Moulin de la Rive (entre ces deux cours d'eau s'étend une presqu'île de confluence au niveau du hameau du Queillec et des hameaux voisins, qui coupe presque en deux la commune de Locquirec) et enfin par la rive gauche de l'estuaire du Douron, également escarpée, cette partie orientale de la commune culminant vers 80 mètres d'altitude, mais s'abaissant jusqu'au niveau de la mer. Seuls les versants pentus des vallées des cours d'eau précités sont restés boisés.
La commune présente un habitat rural dispersé en de nombreux écarts formés de hameaux et fermes isolées. Son littoral, accidenté, est resté préservé, ne présentant pas de rurbanisation littorale. Le bourg, excentré (limitrophe de la commune de Lanmeur) n'a développé qu'une modeste périurbanisation, principalement le long de la route départementale 64, tant vers le sud en direction de Lanmeur, que vers le nord-est en direction de Locquirec.
Louis Le Guennec décrit ainsi Guimaëc en 1918 :

« Tel qu'on l'aperçoit de la route de Lanmeur, le bourg paroissial fait de loin bon effet sur son plateau bocager et riant, serrant ses maisons blanches aux toitures grisâtres ou rouillées autour d'un clocher trapu épaulé de deux tourelles. Derrière l'écran des pinèdes de Kerven, la mer glauque apparaît largement dans la baie de Saint-Michel, et la vallée du Douron creuse à l'est son verdoyant fossé, par où la brume et l'air marin s'engouffrent jusqu'aux gras terroirs ondulés de Plouégat et de Trémel. Vers le nord, le sol plus pauvre se dénude, se dépeuple, et la vie s'y concentre presque entièrement sur une étroite bande du littoral, tandis qu'à l'intérieur sont des landes solitaires, hantées jadis par des loups et des fantômes, encore parsemées de mystérieux mégalithes. Puis c'est la fin des terres, la brusque cassure du continent aux farouches falaises de Kerbaul [et aux falaises de Morguignen], qu'étaye l'énorme éperon de la pointe de Beg-ar-Fri ("le bout du nez") dressant à plus de 60 mètres ses rudes assises de granit rosé où les vagues viennent s'écraser furieusement en neigeuses fumées d'écume. »

Le même auteur décrit la pointe de Beg ar Fri :

« La pointe de Beg-ar-Fri termine majestueusement au nord-ouest l'abrupt terroir de Kerbaul. (...) Au sommet du promontoire, élevé de 50 mètres au moins [en fait 82 mètres] et strié de grandes failles obliques, une étroite plateforme talutée portait jadis un mât de signaux qui correspondait avec ceux des forts de Primel, en Plougasnou, et de Beg-ar-C'hastel, en Locquirec. La côte est très accore, et dans les plus beaux jours, les vagues brisent violemment au pied du rocher, s'épanouissant en gerbes d'écume, s'engouffrant à grand bruit dans les cavernes et les crevasses que leur action séculaire a creusées de toutes parts. (...) Le paysage marin que l'on embrasse du haut de Beg-ar-Fri est d'une sévère beauté. La pointe dentelée de Primel s'étend longuement à l'ouest (...). Vers l'est, derrière l'abri du cap, elle baigne les montagnes de Sainte-Rose et Brézéhant d'une calme eau bleue, aux tons presque méditerranéens, et contourne la vieille commanderie de Locquirec pour aller battre les falaises rousses de Trédrez et de Trébeurden. »

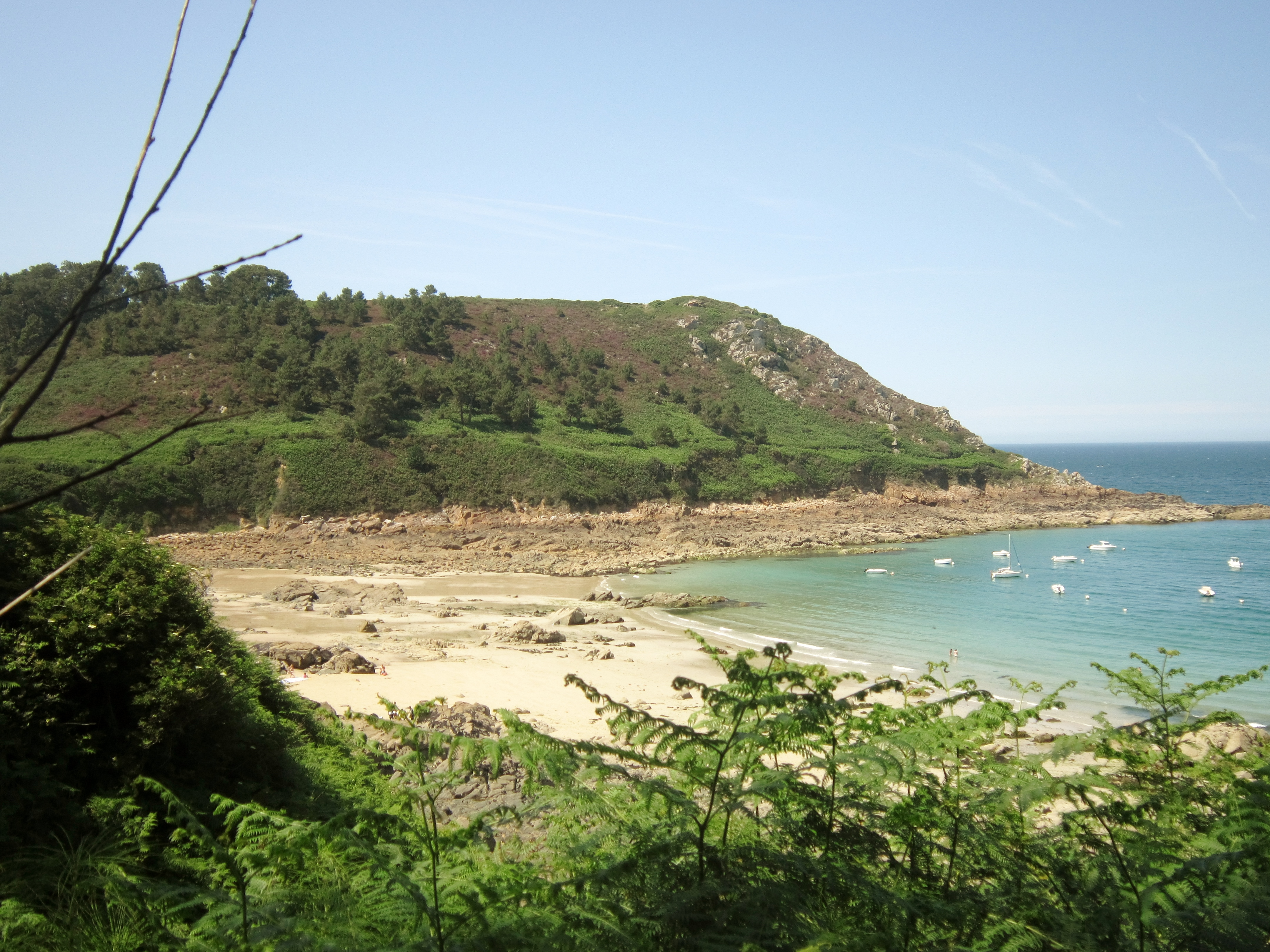
La plage de Vilin Izella et la pointe de Beg-ar-Fri vus depuis le GR 34 en direction de Poul Rodou.
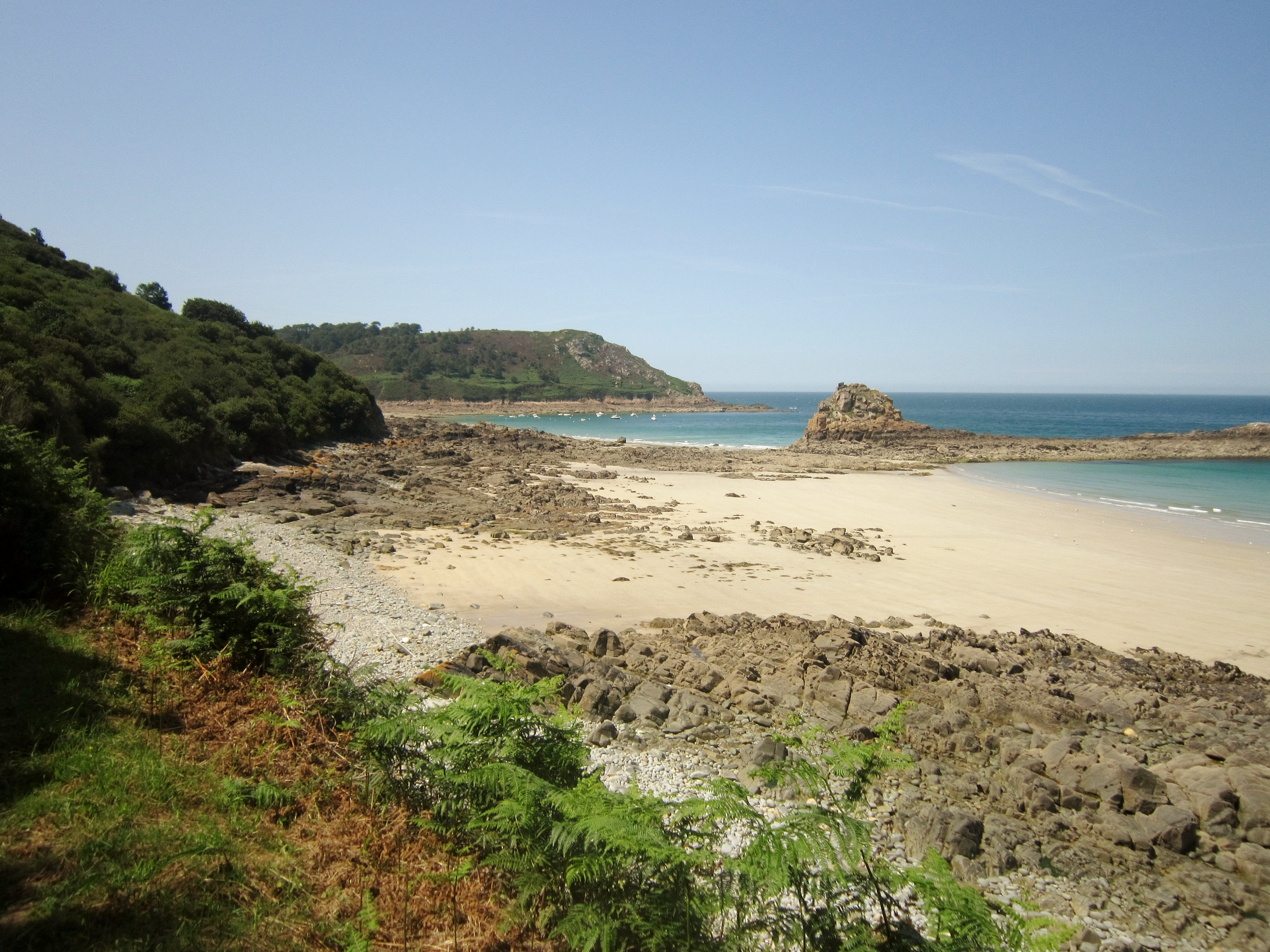
Rochers entre la plage de Vilin Izella et celle de Poul Rodou vus depuis le GR 34. À l'arrière-plan la plage de Vilin Izella et la pointe de Beg-ar-Fri.
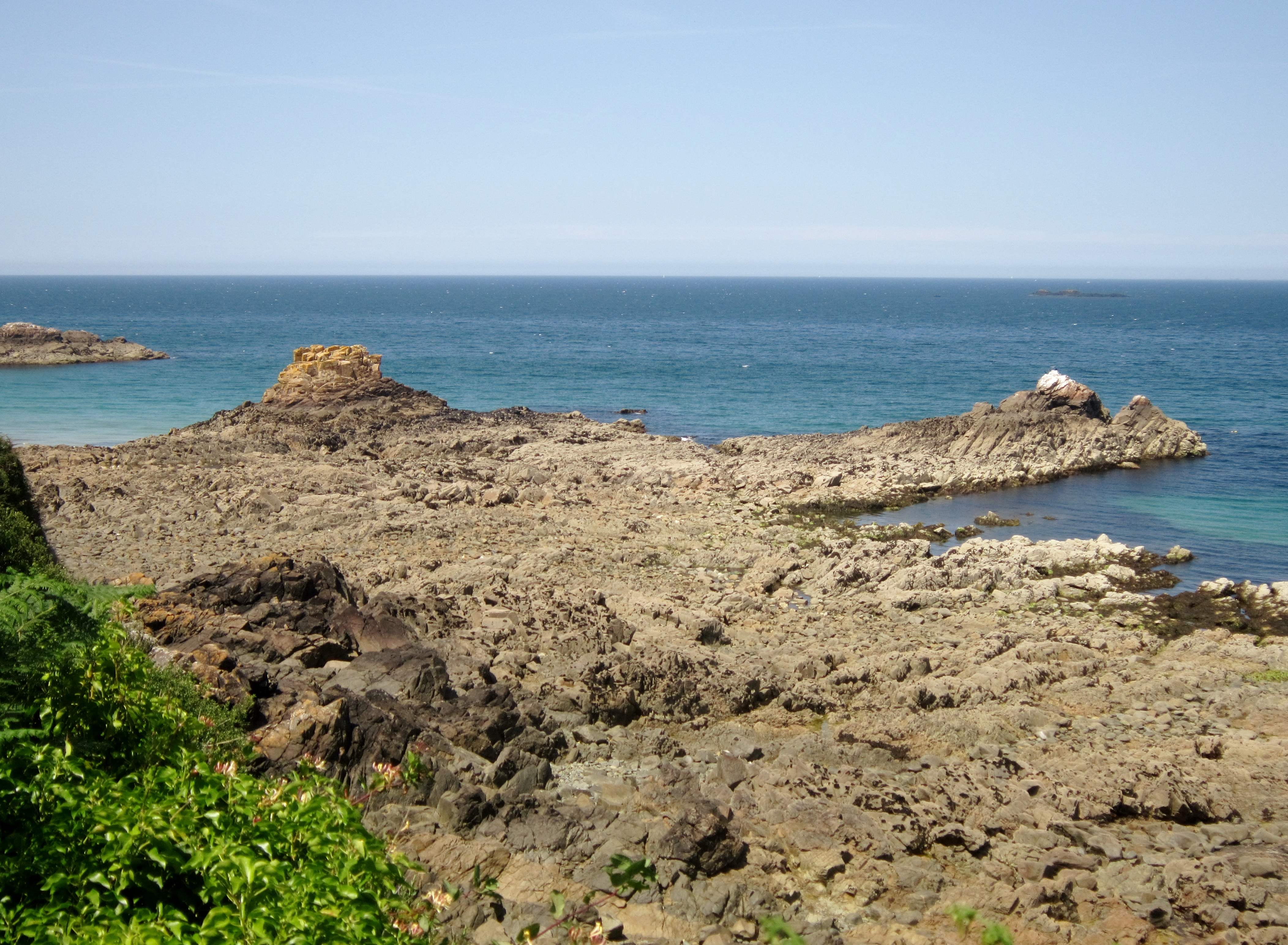
Rochers entre la plage de Vilin Izella et celle de Poul Rodou vus depuis le GR 34.
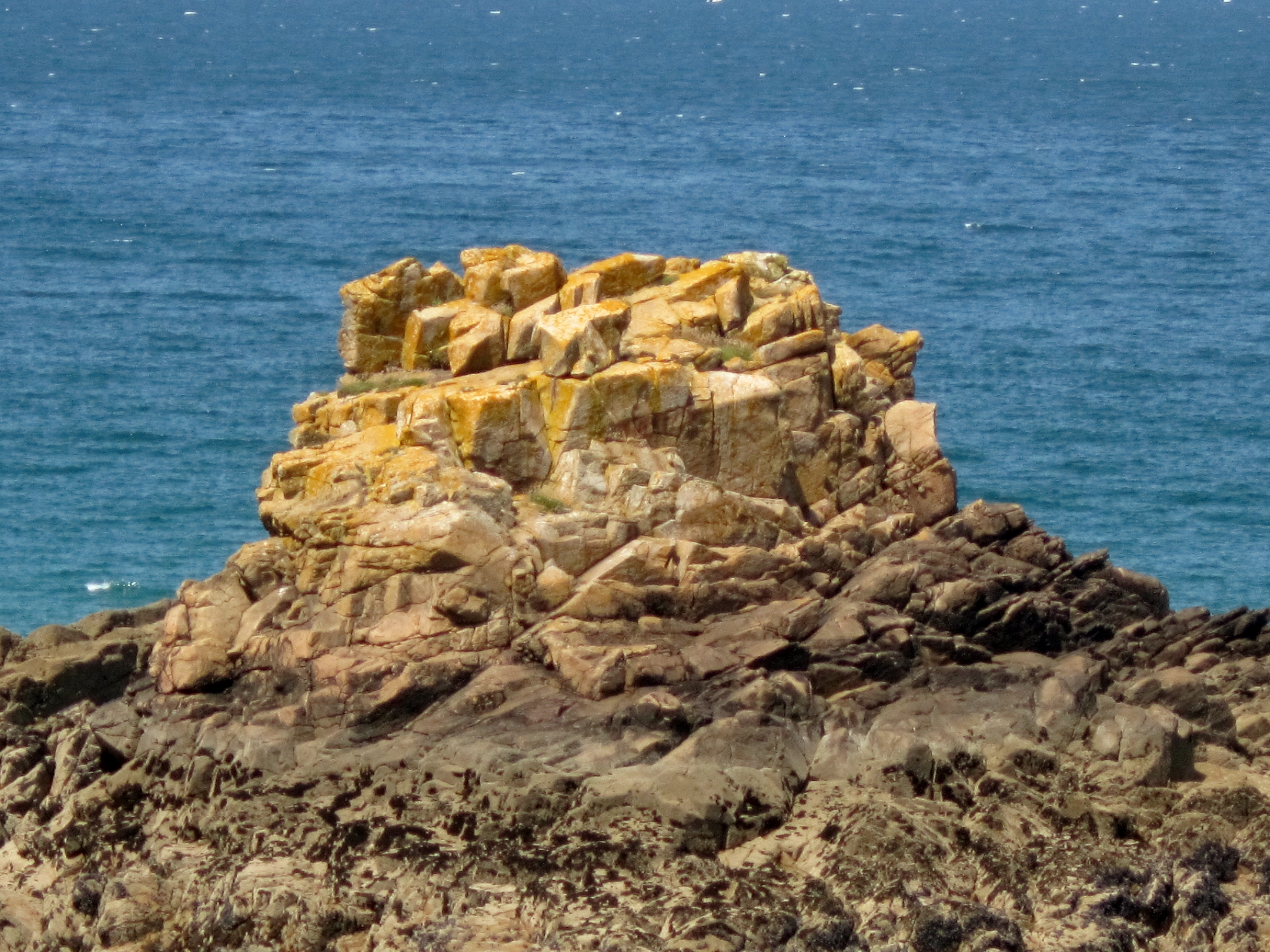
Rocher entre la plage de Vilin Izella et celle de Poul Rodou vu depuis le GR 34.
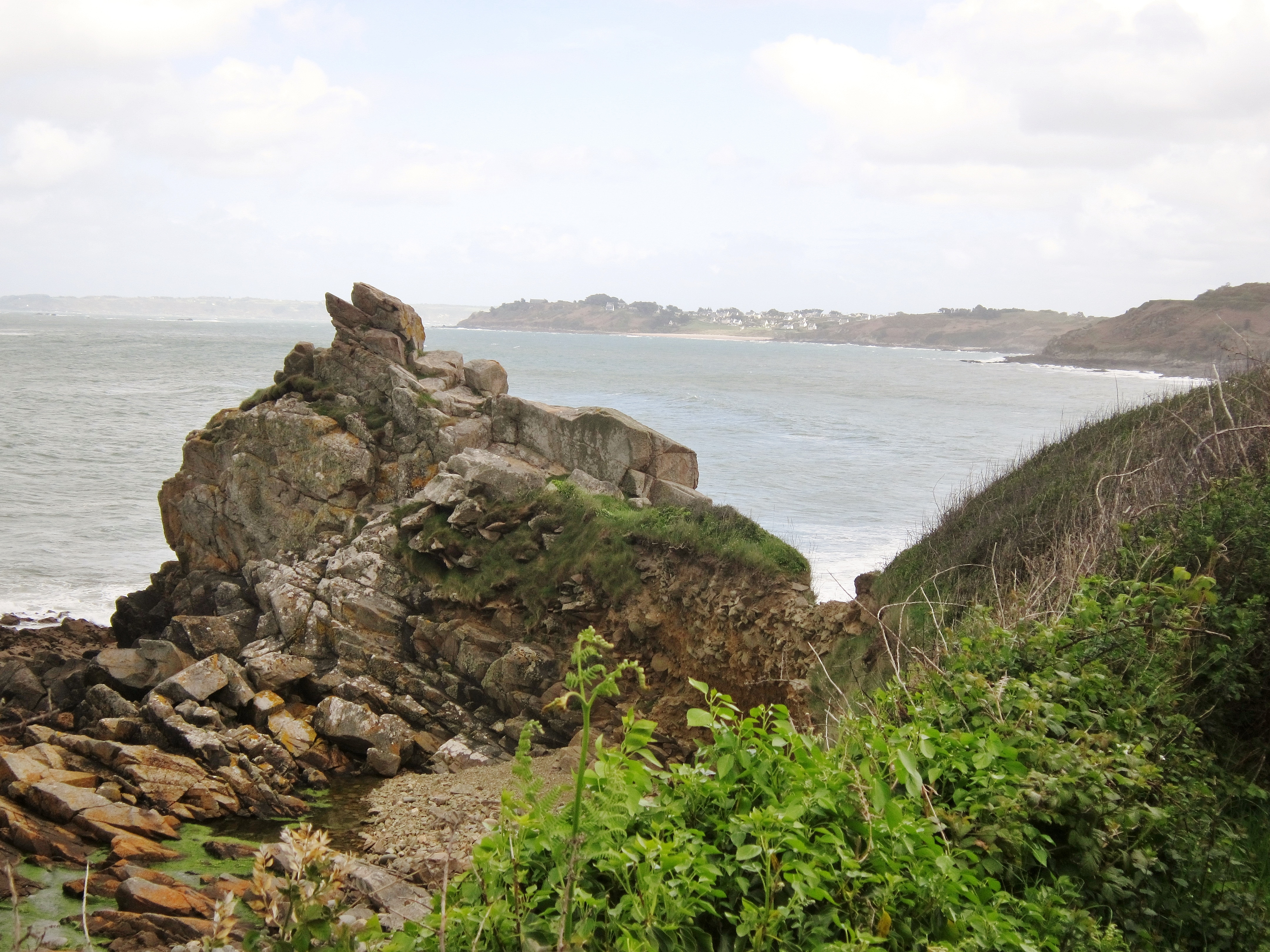
Le rocher de Morguignen.
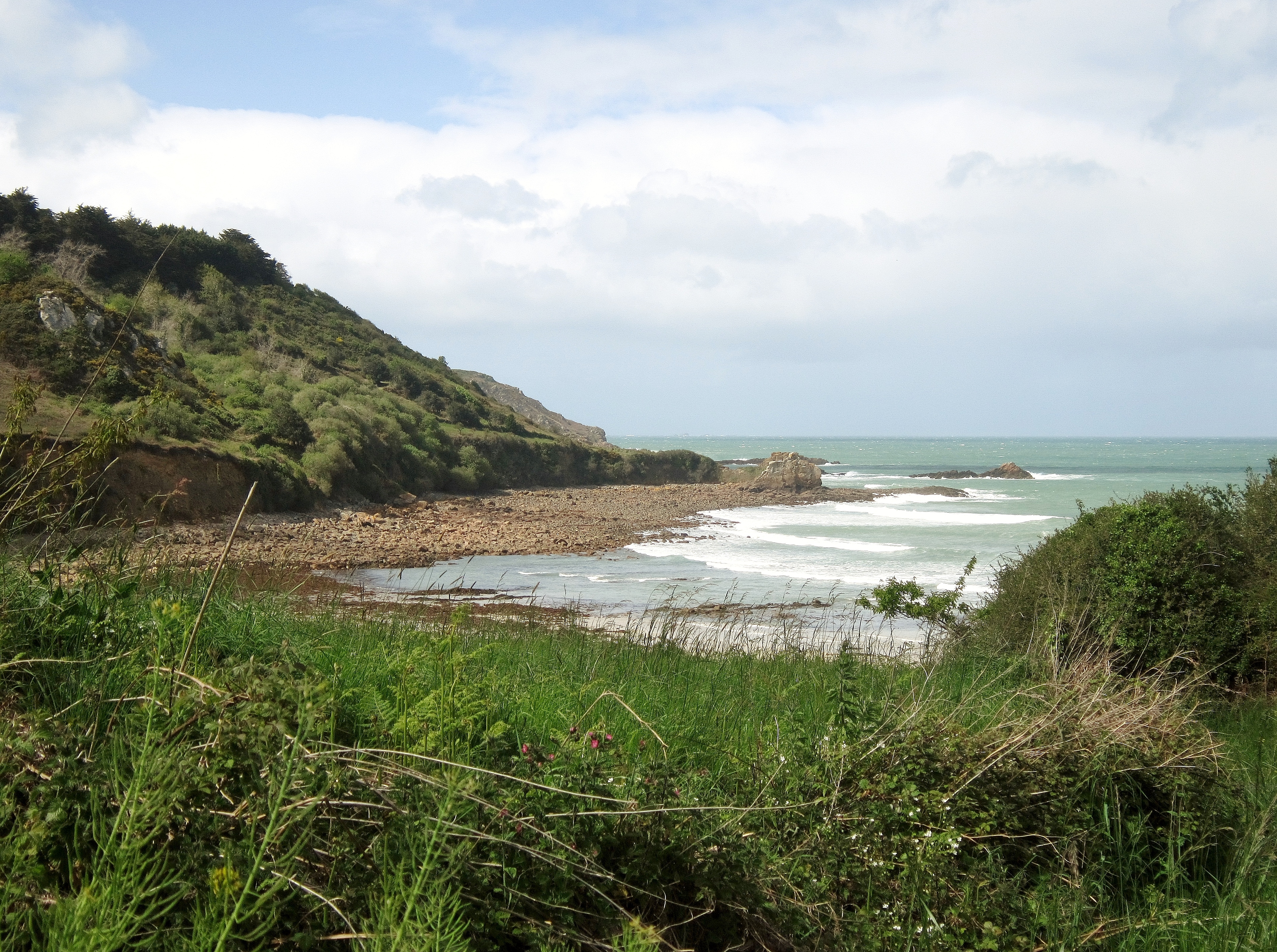
les falaises de Morguignen vues depuis les environs de la plage de Poul Rodou.
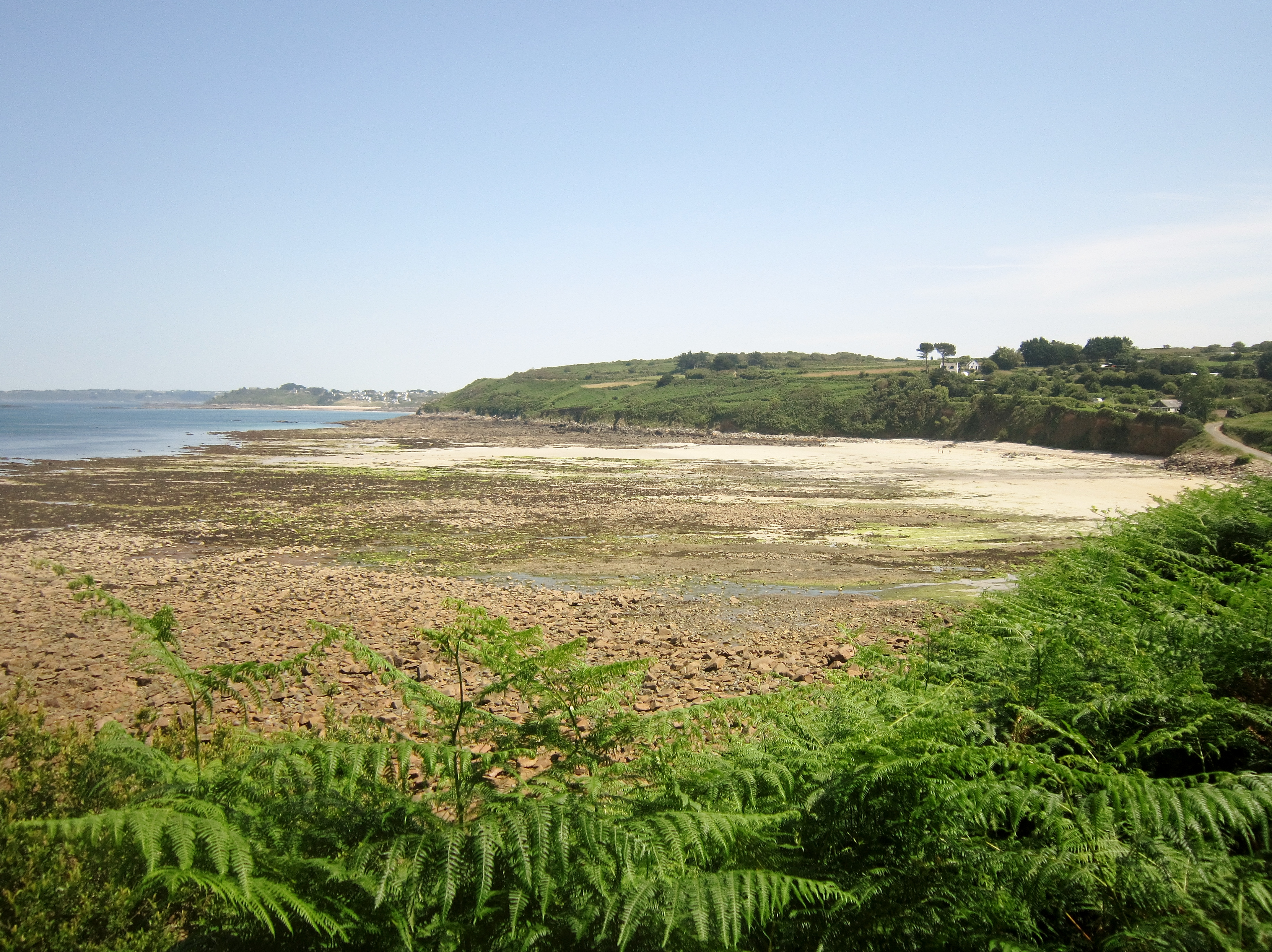
La plage de Poul Rodou vue de l'ouest depuis le GR 34. À l'arrière-plan la pointe de Lezingard (en Locquirec)

### Géologie
L'intrusion magmatique dite de Saint-Jean-du-Doigt forme un complexe gabbro-dioritique dont les affleurements peuvent être observés tout le long de la côte entre Poul Rodou (en Guimaëc) et Primel (en Plougasnou).

### Hydrographie
Pour un article plus général, voir Réseau hydrographique du Finistère.
La commune est située dans le bassin Loire-Bretagne. Elle est drainée par le Douron et divers autres petits cours d'eau,.
Le Douron, d'une longueur de 28 km, prend sa source dans la commune de Scrignac et se jette  dans la baie de Lannion entre les communes de Plestin-les-Grèves et de Locquirec, après avoir traversé neuf communes. 

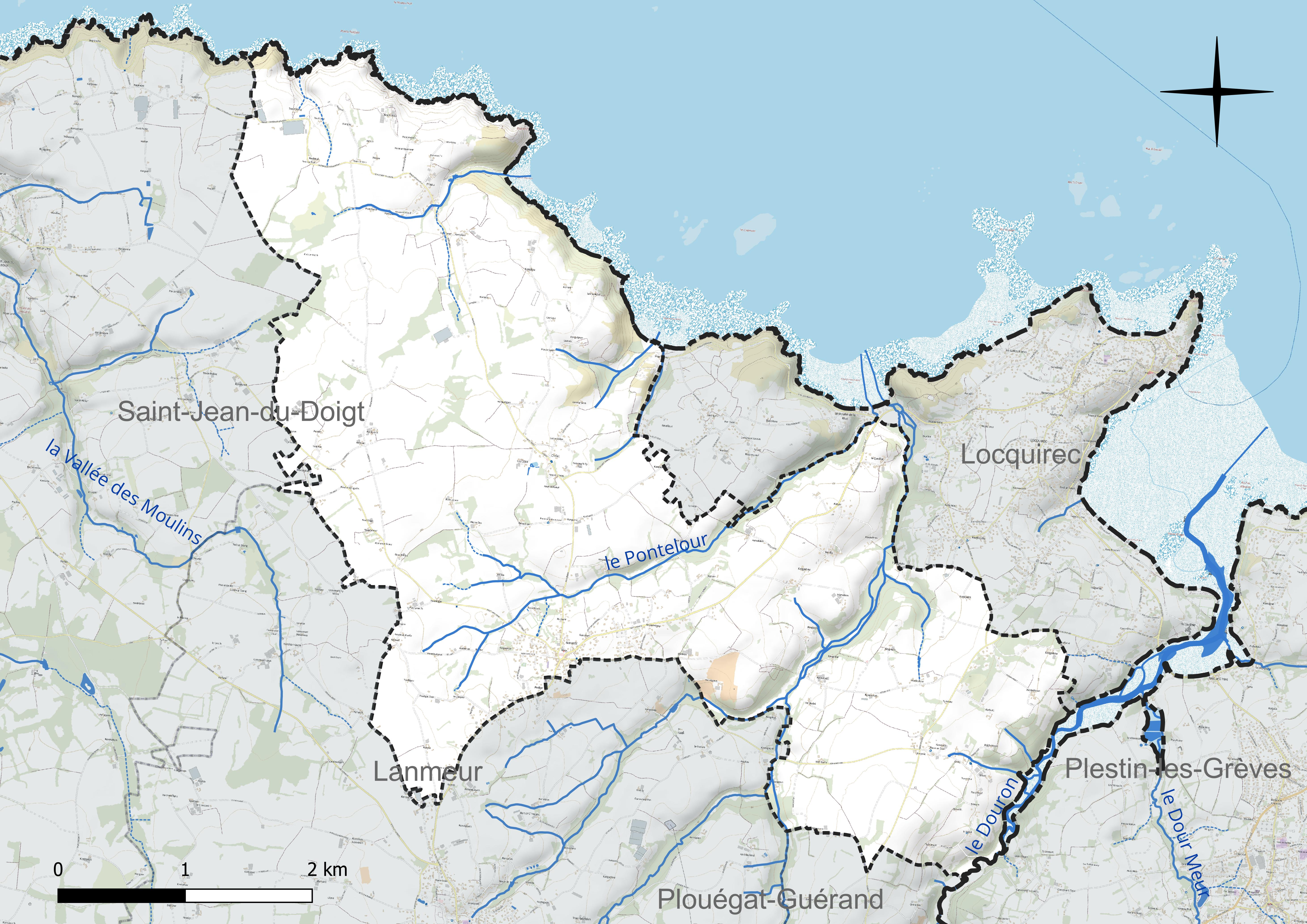
Réseau hydrographique de Guimaëc.

### Climat
Pour des articles plus généraux, voir Climat de la Bretagne et Climat du Finistère.
En 2010, le climat de la commune est de type climat océanique franc, selon une étude du CNRS s'appuyant sur une série de données couvrant la période 1971-2000. En 2020, Météo-France publie une typologie des climats de la France métropolitaine dans laquelle la commune est exposée à un climat océanique et est dans la région climatique Finistère nord, caractérisée par une pluviométrie élevée, des températures douces en hiver (6 °C), fraîches en été et des vents forts. Parallèlement l'observatoire de l'environnement en Bretagne publie en 2020 un zonage climatique de la région Bretagne, s'appuyant sur des données de Météo-France de 2009. La commune est, selon ce zonage, dans la zone « Littoral », exposée à un climat venté, avec des étés frais mais doux en hiver et des pluies moyennes.
Pour la période 1971-2000, la température annuelle moyenne est de 11,2 °C, avec une amplitude thermique annuelle de 10,1 °C. Le cumul annuel moyen de précipitations est de 960 mm, avec 14,9 jours de précipitations en janvier et 7,9 jours en juillet. Pour la période 1991-2020, la température moyenne annuelle observée sur la station météorologique la plus proche, située sur la commune de Lannion à 20 km à vol d'oiseau, est de 11,6 °C et le cumul annuel moyen de précipitations est de 929,5 mm,. Pour l'avenir, les paramètres climatiques de la commune estimés pour 2050 selon différents scénarios d'émission de gaz à effet de serre sont consultables sur un site dédié publié par Météo-France en novembre 2022.

## Urbanisme

### Typologie
Au 1er janvier 2024, Guimaëc est catégorisée commune rurale à habitat dispersé, selon la nouvelle grille communale de densité à 7 niveaux définie par l'Insee en 2022.
Elle appartient à l'unité urbaine de Lanmeur, une agglomération intra-départementale dont elle est une commune de la banlieue,. La commune est en outre hors attraction des villes,.
La commune, bordée par la Manche, est également une commune littorale au sens de la loi du 3 janvier 1986, dite loi littoral. Des dispositions spécifiques d'urbanisme s'y appliquent dès lors afin de préserver les espaces naturels, les sites, les paysages et l'équilibre écologique du littoral, tel le principe d'inconstructibilité, en dehors des espaces urbanisés, sur la bande littorale des 100 mètres, ou plus si le plan local d'urbanisme le prévoit.

### Occupation des sols
L'occupation des sols de la commune, telle qu'elle ressort de la base de données européenne d'occupation biophysique des sols Corine Land Cover (CLC), est marquée par l'importance des territoires agricoles (84,5 % en 2018), en diminution par rapport à 1990 (85,7 %). La répartition détaillée en 2018 est la suivante :
terres arables (41,4 %), zones agricoles hétérogènes (40,9 %), forêts (5,8 %), milieux à végétation arbustive et/ou herbacée (5,7 %), zones urbanisées (3,1 %), prairies (2,2 %), zones humides côtières (0,9 %). L'évolution de l'occupation des sols de la commune et de ses infrastructures peut être observée sur les différentes représentations cartographiques du territoire : la carte de Cassini (XVIIIe siècle), la carte d'état-major (1820-1866) et les cartes ou photos aériennes de l'IGN pour la période actuelle (1950 à aujourd'hui).

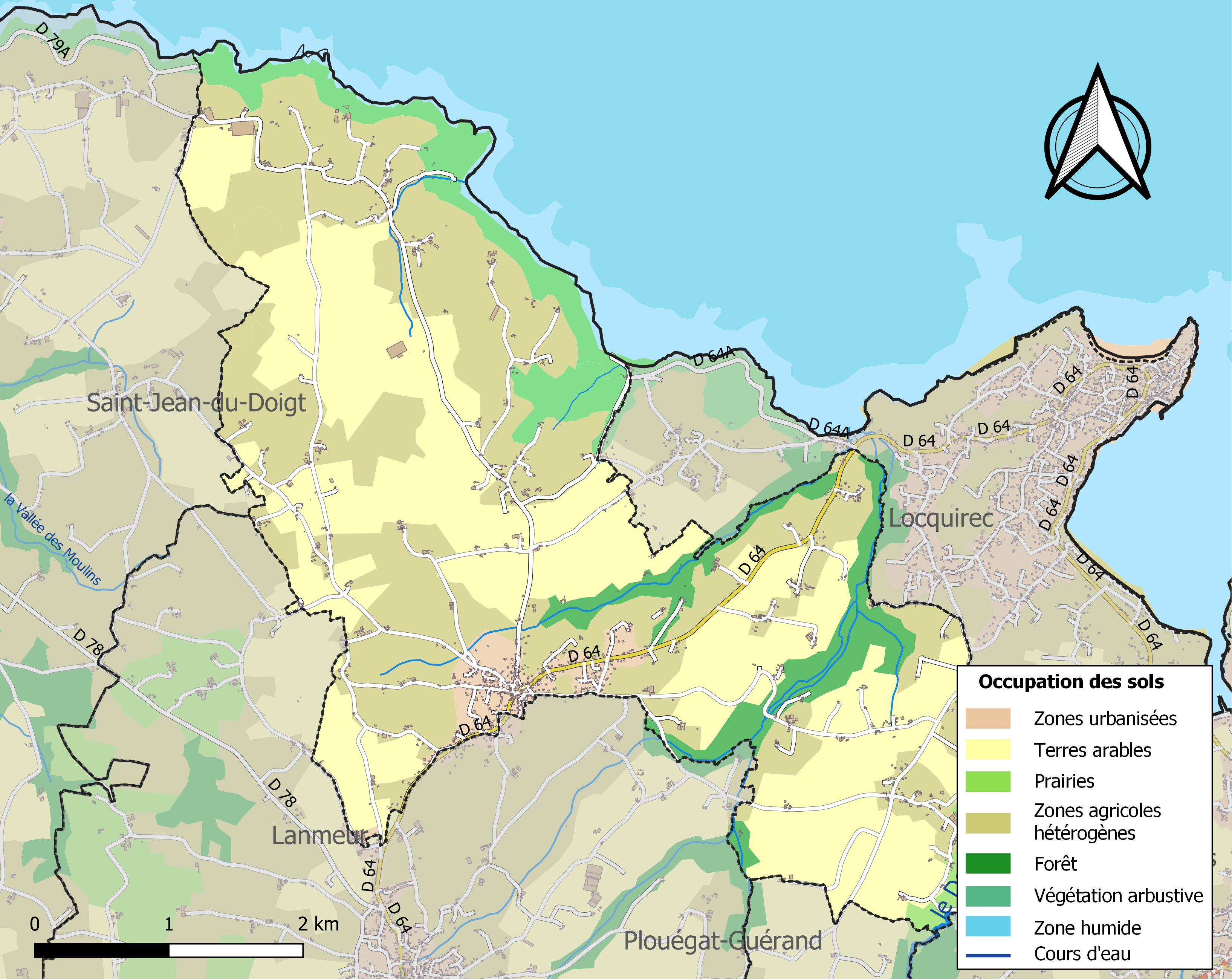
Carte des infrastructures et de l'occupation des sols de la commune en 2018 (CLC).

## Toponymie

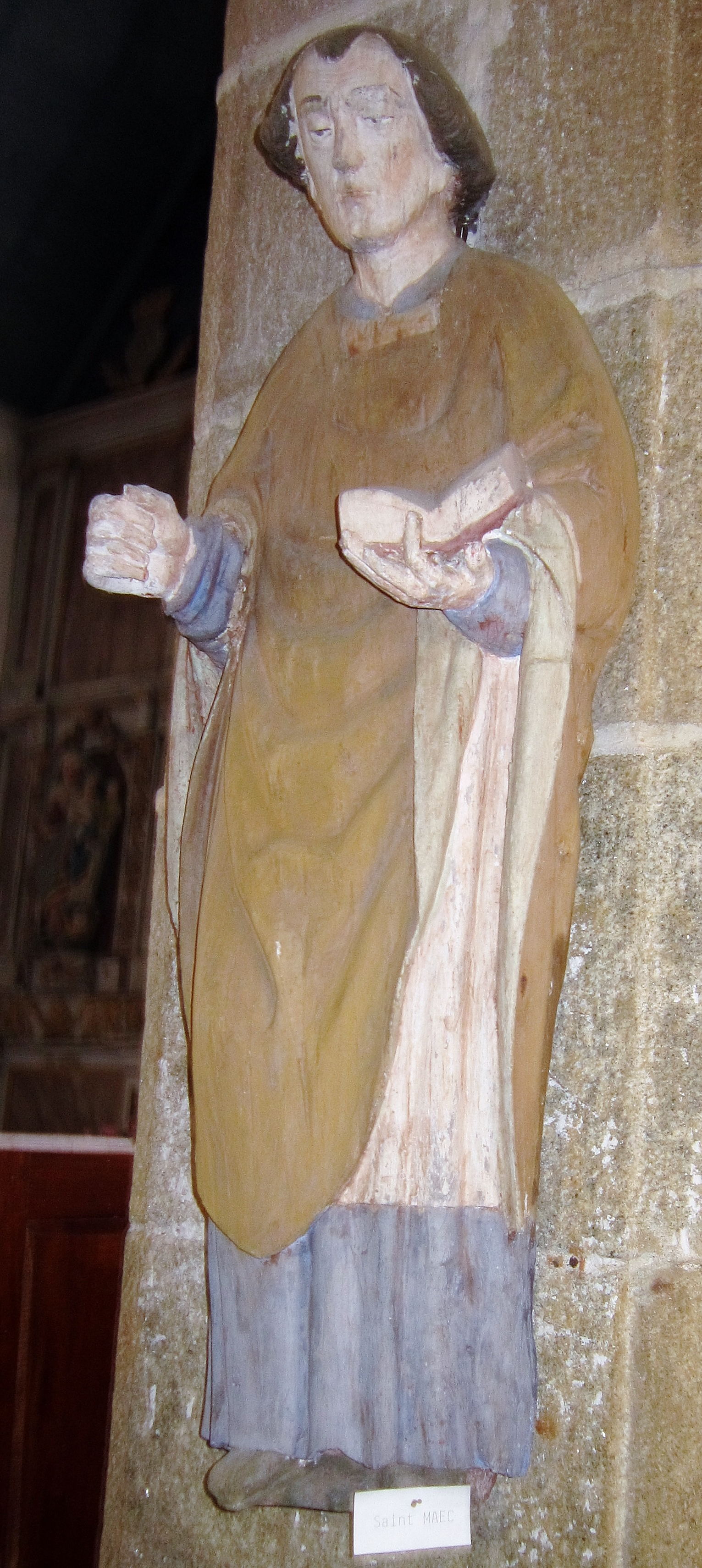
Église paroissiale Saint-Pierre : statue de saint Maëc.

Le nom de la localité est attesté sous la forme Vicus Maioci au XIe et XIIe siècle, Ploemaec vers 1330, Guicmeac fin XIVe siècle.
Guimaëc vient du vieux breton « gwik » (bourg) et de Saint-Maëc (Maoc ou Maeoc), le bourg de saint Maeoc. La tradition fait de saint Maeoc l'un des douze condisciples de saint Kirec, avec saint Engar (qui avait une chapelle en Locquirec), saint Milon (qui était vénéré dans la chapelle Saint-Engar), saint Garan (il a une chapelle à Plestin), saint Kémo (patron d'une ancienne trève de Trédrez), saint Egat (patron primitif de Plouégat-Guerrand), saint Nérin (patron de Plounérin), etc.
En breton, son nom s'orthographie Gwimaeg.

## Historique

### Préhistoire
L'allée couverte, nommée « Lit de Saint-Jean » ou « Lit de la fileuse » (« Beg an inkirenez ») se trouve à 400 mètres à l'ouest de la chapelle Christ. Selon la légende, la fileuse pouvait lancer son fuseau vers la droite jusqu'au "Grand Rocher" de Plestin, ou vers la gauche jusqu'au rocher nommé "Beg an inkirenez" à Plougasnou. Les pèlerins qui se rendaient au pardon de Saint-Jean-du-Doigt se frottaient le dos à la pierre pour se prévenir des rhumatismes. Cet édifice témoigne de l'occupation de cette partie du littoral trégorrois dès le Néolithique.
Incorporé désormais dans le mur de l'enclos paroissial de l'église Saint-Pierre, ancien cimetière du bourg de Guimaëc, "Maen Rannou" (ou "Men Rannou") est probablement une stèle de l'Âge du fer, ou un lec'h gaulois). La tradition rapporte qu'il s'agirait d'une pierre lancée par le géant Rannou (un avatar local de Gargantua)  depuis son château sur les femmes du bourg qui disaient du mal de lui.

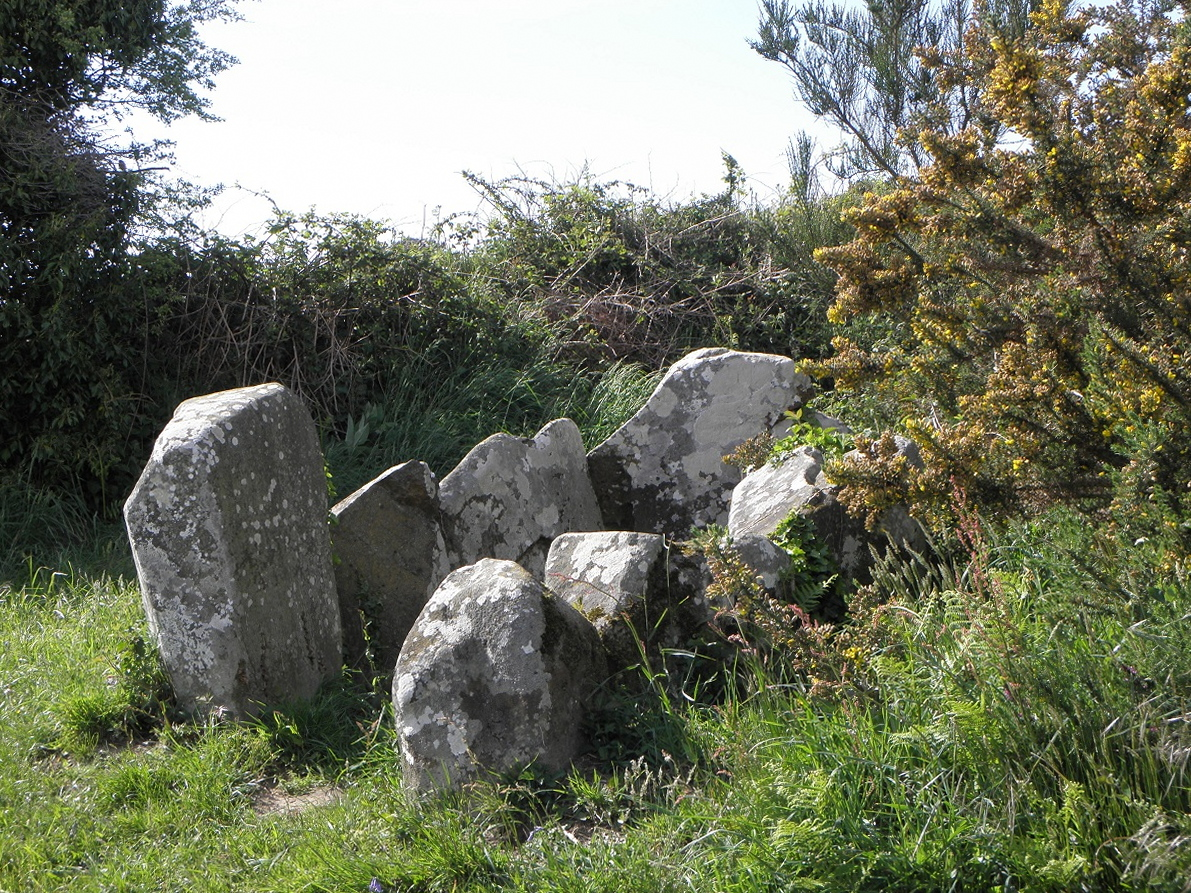
"Lit de Saint-Jean" ou "Tombeau de la fileuse" près de Christ.
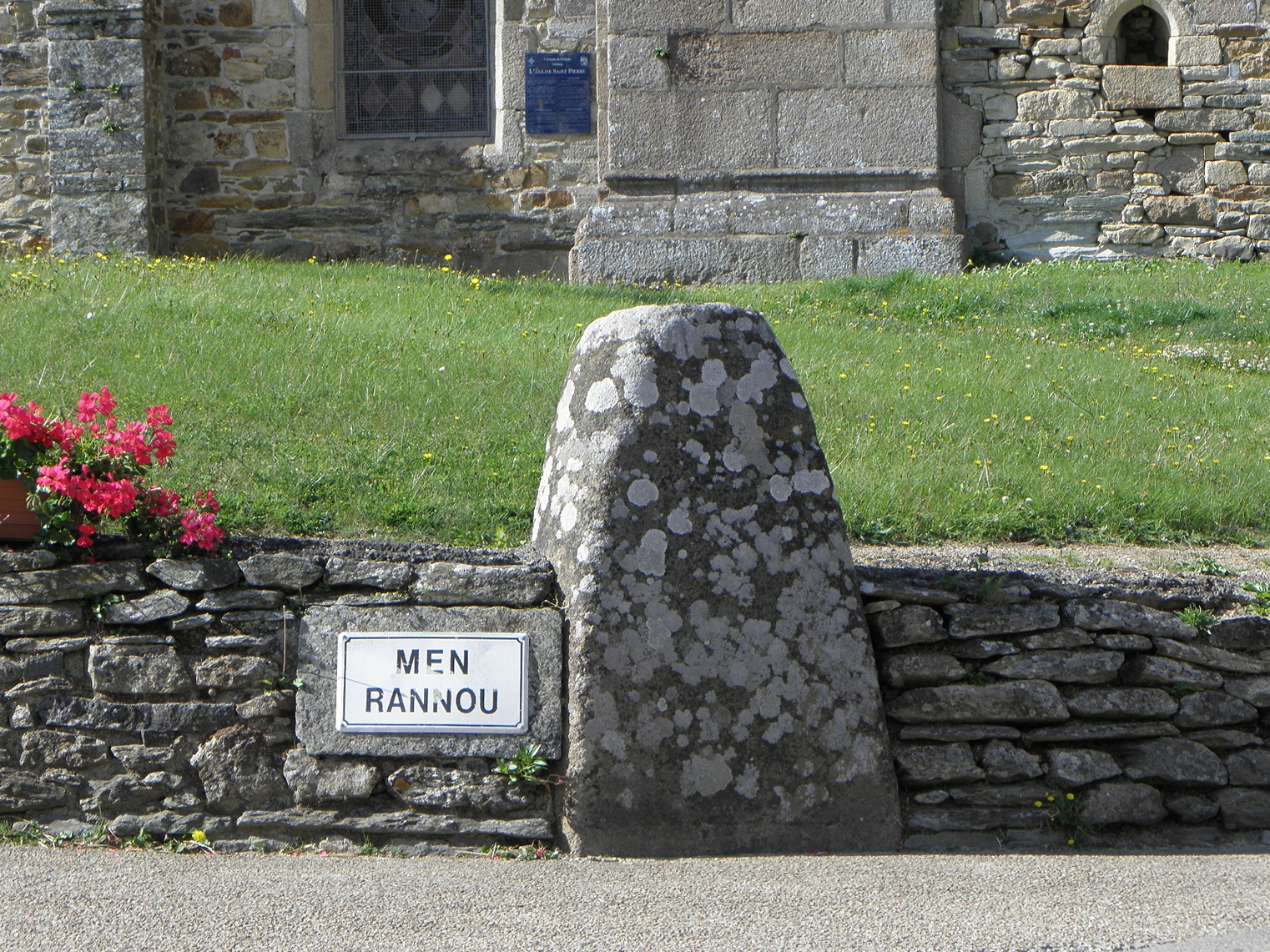
La stèle de Maen Rannou.

### Étymologie et origines
Peuplée dès le Néolithique comme l'attestent plusieurs mégalithes, Guimaëc est une paroisse de l'Armorique primitive ou ploue. « Guimaëc est certainement une ancienne paroisse » écrit René Largillière. Les paroisses de Lanmeur et Locquirec ont été créées à ses dépens. Le nom de « Ploemaec » disparaît vers le XIVe siècle pour laisser place à Guimaëc (qui se prononce « Guimec », en breton Gwimaeg) c'est-à-dire le bourg de saint Maëc, connu aussi sous les variantes de saint Maeoc, saint Mic, saint Nic, saint Mayeux et saint Mieux. Selon la légende, on tenta d'y enterrer le corps de ce saint, honoré en d'autres lieux de Bretagne, mais en vain, à chaque fois la dépouille sortait de son tombeau. Ce saint, à l'existence hypothétique, est parfois assimilé (ou confondu) avec saint Méloir, lui-même connu également sous différentes variantes de noms dont saint Mélar, ce qui explique l'existence par le passé dans la paroisse d'une chapelle Saint-Mélar désormais disparue.

### Antiquité
L'ancienne voie gauloise, puis gallo-romaine, allant de l'antique Kerfeunteun (devenu Lanmeur) à l'embouchure du Douron (où par la suite l'ermite Kirec fonda son prieuré) passait par Kervidou et Kerlaëron (en Lanmeur), passant donc à l'est de la route actuelle qui passe par le bourg de Guimaëc.

### Moyen Âge
Au haut Moyen Âge Guimaëc faisait partie, au sein de l'évêché de Tréguier, de l'archidiaconé de Pou-Castel (Pagus Castelli), lequel comprenait 29 paroisses et 10 trèves ; Cos-Guéodet (Coz-Yaudet) en était le chef-lieu.

#### Guimaëc dépecé par Lanmeur

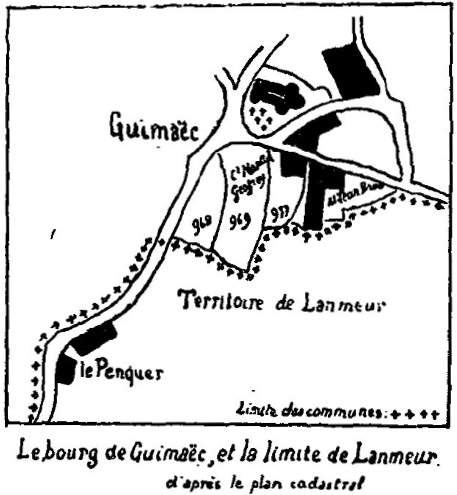
Le bourg de Guimaëc est limitrophe du territoire de la commune (anciennement paroisse) de Lanmeur.

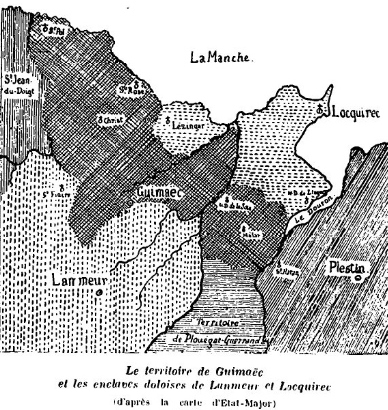
Le territoire de Lanmeur et les enclaves de la trève de Locquirec et de la frairie de Lézingar séparées du reste de cette paroisse par la partie orientale de la paroisse de Guimaëc.

Les limites traditionnelles de la paroisse de Lanmeur incluaient la trève de Locquirec, pourtant séparée du reste de Lanmeur par la partie orientale de Guimaëc, ainsi que la frairie de Lézingar, une étroite bande de terre au bord de la grève de Milin-an-Aod et elle aussi séparée du reste du territoire paroissial. Ceci s'explique par la fait que Lanmeur, vaste établissement monastique, a accaparé progressivement des morceaux de la paroisse de Guimaëc dont les restes sont restés dépendants de l'évêché de Tréguier alors que Lanmeur et ses dépendances restaient sous l'autorité de l'évêché de Dol ; le bourg même de Guimaëc est à la limite du territoire paroissial de Lanmeur.
Paroisse rurale d'une certaine importance - elle compta jusqu'à deux mille habitants au XIXe siècle - Guimaëc pratique la culture intensive des céréales dès la fin du Moyen Âge. Cette relative prospérité permet la présence sur le territoire d'une aristocratie nombreuse.
Les loups se multiplièrent à l'époque des guerres de religion : les comptes de la chapelle du Christ en Guimaëc et ceux de Plougasnou citent plusieurs paiements au veneur du seigneur de Coetnizan « du devoir du loup » : cette taxe fut payée six fois en 1599-1600 par les fabriques de la chapelle du Christ.
L'abbaye du Relec possédait sept quévaises près du bourg de Guimaëc, au lieu-dit Douar-an-Abbad ("la terre de l'abbé").

#### Figures emblématiques du Moyen Âge
- Rannou, seigneur de Trelever, sorte de géant bon enfant et redresseur de torts, il a jalonné le pays de menhirs, de rochers qui sont autant de témoignages de ses exploits herculéens. C'est lui qui décida de la victoire navale de la pointe Saint-Mathieu sur les Anglais en 1403[27], ce qui lui valut la reconnaissance du duc de Bretagne.
- Jean Coatanlem, né au manoir de Keranrun vers 1455. Corsaire et armateur, à la tête d'une flottille, il chassait l'Anglais en mer d'Iroise pour le compte du duc de Bretagne ou pour son propre compte. En 1484, il organisa le sac de la ville de Bristol. Après avoir amassé une fortune colossale, il termina sa vie comme grand amiral de la marine portugaise, combattant les Barbaresques en Méditerranée. Il aurait fréquenté les côtes américaines avant Christophe Colomb. Une légende dit même qu'il indiqua à celui-ci la route du Nouveau Monde…

### Temps modernes
La réformation de 1543 indique que Guillaume de Trogoff, sieur de Kergadiou en Plougasnou, est l'époux de Jeanne Coatanlem, quatrième fille de Nicolas de Coatanlem, du lieu noble de Keranrun (en Guimaëc), et de Méance Le Borgne, son épouse.
Une chapellenie de Saint-Roch, fondée en 1500 par Guillaume Le Du, recteur de Loguivy (mais originaire de Guimaëc) se desservait à l'autel du même nom, situé dans l'église paroissiale Saint-Pierre ; elle subsista jusqu'à la Révolution française, son dernier chapelain étant depuis 1763 Jean Michel, lequel fut en juillet 1792 emprisonné au château de Brest.

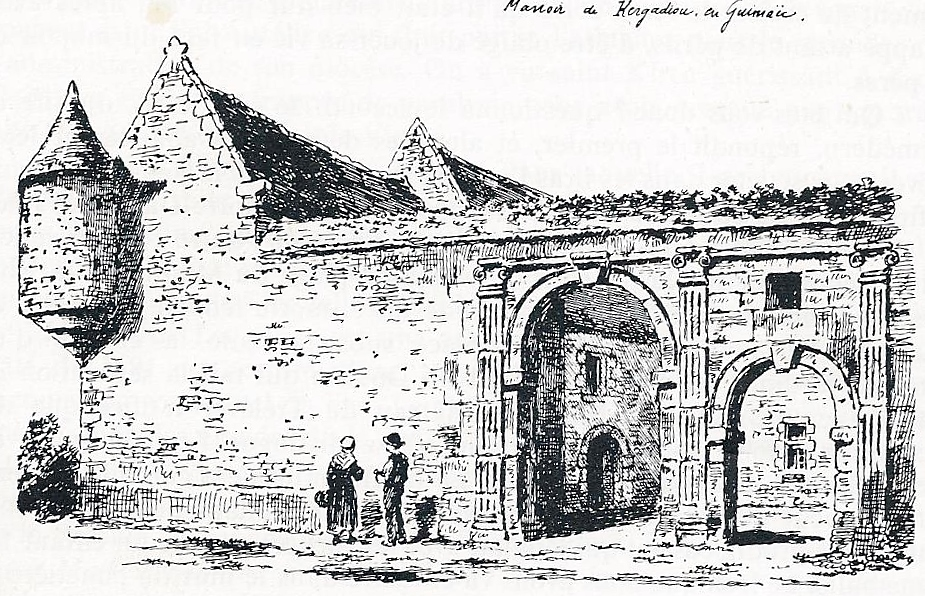
Le manoir de Kergadiou vers 1910 (dessin de Louis Le Guennec).

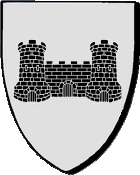
Le blason de la famille Le Goff (seigneurs de Kervéguen en Guimaëc).

Au XVIe siècle on compte près de trente demeures nobles dont une bonne partie est habitée par des gentilshommes laboureurs. Le manoir de Kerambellec appartenait à la famille de Kerduel ; Olivier de Kerduel reçut concession de deux tombes et accoudoirs dans l'église de Guimaëc le 9 avril 1490 ; sa fille Catherine de Kerduel épousa Olivier de Kerverder au début du XVIe siècle, puis, par mariages successifs le manoir passa aux mains des familles Le Guennec, puis Pastour. Le manoir de Penamprat est en 1426 la propriété d'Yvon de l'Isle (la famille est issue de la seigneurie de l'Isle-Mousterus, près de Guingamp) et resta dans cette famille jusque vers 1577, date vers laquelle Marie de l'Isle, héritière de Penamprat, épousa François de Kergariou, sieur de Keramprovost ; en 1669 Jeanne de Kergariou, épouse de Guillaume de Pestivien, en hérita à son tour et le manoir passa alors aux mains de membres successifs de cette famille. Le manoir de Pennaneach appartenait en 1543 à François Estienne, présent à la montre de Tréguier cette année-là, qui contribua à la construction de la chapelle de Christ. Le manoir de Mezambez, possédé par Alain Le Marc'hec, présent à la réformation de 1426 et passa par la suite aux mains de la famille de Kergus (ce manoir, démoli de nos jours, existait encore vers 1850). Le manoir des Isles, cité dans un aveu de 1460, possédé par la famille Le Blonsart, puis au XVIIe siècle par la famille de Coëtlosquet, a lui aussi disparu. Le manoir de Trémédern est une ancienne châtellenie (Alain de Trémédern est cité dans une montre en 1379 et deux de ses chevaliers auraient participé aux Croisades si l'on en croit la légende se rapportant à la construction de la chapelle de Notre-Dame-de-la-Joie) ; le donjon de l'ancien château médiéval fut démoli à la fin du XVIe siècle (la juridiction seigneuriale de Trémédern semble d'ailleurs ne plus avoir été exercée à partir du XVIe siècle), ses pierres servant à construire la résidence morlaisienne de son propriétaire d'alors, François de Kerrerault. Trémédern passa par la suite aux mains de la famille de Kermabon, puis par héritage ce manoir était la propriété de Joseph-Marie Grignart de Champsavoy, ancien capitaine au régiment d'Armenonville dragons, lorsque survint la Révolution française. Le manoir de Kergadiou (Hervé de Kergadiou est cité à la montre de 1543) fut habité par la famille de Coëtmen jusqu'à la fin du XVIIIe siècle, avant de passer par la suite successivement aux mains des familles Hay de Bonteville, de Kermarec et Mauduit du Plessis ; ce manoir était déjà en 1846 dans un état de complet délabrement. L'ancien château de Tréléver, surtout connu par les légendes concernant le géant Rannou, a lui aussi disparu.
Le manoir de Kerven fut construit à la fin du XVIe siècle par Olivier Nouël, maire de Morlaix en 1598, époux de Françoise Calloët. Le dernier de leurs neuf enfants, né le 2 avril 1606, prénommé Yves, prit l'habit religieux capucin en 1622 à Angers et est connu sous le nom de "Père Joseph de Morlaix" : il porta notamment secours aux pestiférés de Morlaix en 1630 avant de partir pour Rome et de devenir un prédicateur connu, prêchant notamment à Sedan, ville alors calviniste, et même devant le roi Louis XIV en 1658. Il devint provincial de son ordre religieux en Bretagne avant de mourir à Nantes en 1658. Le 12 octobre 1627 Madame de Kerven, veuve, vendit le manoir à un commerçant morlaisien, François Le Blonsart, dont la fille unique Marie Le Blonsart, née en 1624, épousa le 23 février 1642 Yves de Kermabon, sieur de Kermabon en Plougasnou. Le 31 décembre 1696 un aveu concernant le manoir et la métairie noble de Kerven indique qu'ils appartiennent à Marie-Anne de Lézormel, fille de Mathieu de Lézormel, sieur de Kerouriou, sénéchal de Lanmeur et veuf d'une demoiselle de Kermabon. En 1751 Corentin Le Dall de Tromelin, petit-fils de Gillette de Kermabon, en hérite. Vendu comme bien national pendant la Révolution française, il fut rendu à la famille Le Dall de Tromelin en 1810.
Louis de Crésoles, alors recteur de Guimaëc, écrit le 29 septembre 1679 qu'aucun seigneur n'a de droit de prééminence dans l'église de Guimaëc ; sa maîtresse-vitre porte toutefois 12 écussons dont un est celui de la seigneurie de Trémédern, un représentant la seigneurie de Tréléver, d'autres celles de Kérérault, de Toulcoët, de Kermerchou, etc.. ; la chapelle Sainte-Anne appartient alors au seigneur de Kermenguy, qui y possède ses bancs ; un autel dédié à saint Sébastien porte un écusson de la famille de Goezbriant ; le marquis de Locmaria dispose d'un banc « du côté de l'épître » ; le seigneur de Kerjean Pastour dispose d'un banc dans le chœur, etc. Trois confréries, celles de saint Pierre, du Rosaire et du Saint-Sacrement desservaient l'église.

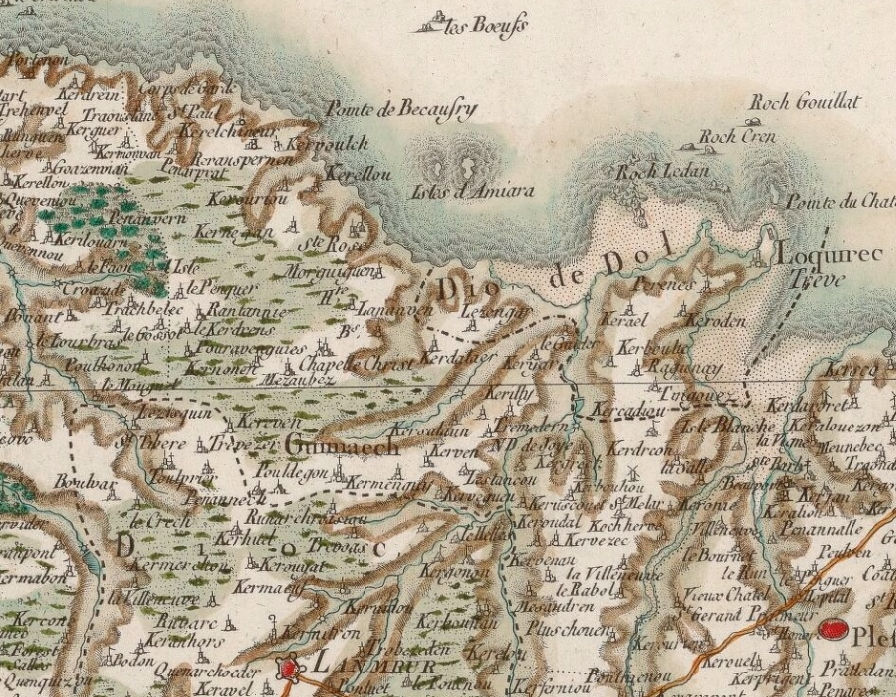
Carte de Cassini de la paroisse de Guimaëc et de la trève de Locquirec, laquelle faisait partie de la paroisse de Lanmeur (1783).

En 1759, une ordonnance de Louis XV ordonne à la paroisse de Guimaëc de fournir 30 hommes et de payer 196 livres pour « la dépense annuelle de la garde-côte de Bretagne ».
Jean-Baptiste Ogée décrit ainsi Guimaëc en 1778 :

« Guimaëc ; à sept lieues et demie à l'ouest-sud-ouest de Tréguier, son évêché ; à 36 lieues de Rennes ; et à 3 lieues un tiers de Morlaix, sa subdélégation et son ressort. On y compte 400 communiants ; la cure est à l'alternative. Ce territoire, borné au nord par la mer, renferme des terres excellentes, bien cultivées, fertiles en grains et lins, et abondantes en foin. Les landes y sont rares. Ses maisons nobles sont : Kervequen, Kergadiou-Linguez, Kerambellec, Tremedern, Kergoumarch, Mezambez, l'Ifle Saint-Jouan, Ville-Mario, le Verger, Penanprat, Penaneach et Trelever ; cette dernière est un ramage de La Roche-Jagu. »

### Révolution française
L'abbé Isaac Le Breton, recteur de la paroisse lorsque survint la Révolution française, refusa de prêter le serment de fidélité à la Constitution civile du clerge, devenant donc prêtre réfractaire, mais resta caché dans la paroisse, notamment dans une tourelle du manoir de Kerven ou parfois au manoir de Pennanéac'h. Son ancien vicaire, Paul Buot de Kersers, le remplaça comme curé constitutionnel.
Le presbytère fut vendu comme bien national à André La Cour-Rozec, membre du directoire du district de Morlaix, qui y mourut en 1856 ; l'ancien révolutionnaire, devenu chrétien exemplaire, légua par testament le presbytère à la fabrique.

### LeXIXesiècle
A. Marteville et P. Varin, continuateurs d'Ogée, décrivent ainsi Guimaëc en 1843 :

« Guimaëc (sous l'invocation de saint Pierre) ; commune formée de l'ancienne paroisse de ce nom ; aujourd'hui succursale. (...) Principaux villages : Kervourc'h, Kerourlou, Kellou, Lizirlin, Kerdudal, Kerdalaër, Kerambellec, Pradigou. Superficie totale 1 874 hectares dont (...) terres labourables 1 024 ha, prés et pâturages 86 ha, vergers et jardins 1 ha, bois 22 ha, landes et incultes 627 ha (...). Moulins : 12 (de Moulhic, de Menguy, Neuf, du Stanc, de Kervel, de Kerambellec, de Rupont, de Beganfry, à eau ; de Kergadiou, à vent). Il y a en Guimaëc, outre l'église paroissiale, six chapelles : chacune d'elles a pardon de deux jours ; le deuxième est foire de pardon. Il s'y fait un assez grand commerce de fruits. L'agriculture est en voie de progrès dans cette commune : la pomme de terre y est surtout fort cultivée, quoiqu'on ne l'exporte pas. Le chêne y vient peu, mais l'orme est assez abondant : le pommier n'y prospère pas. (...) Géologie : terrain schisto-argileux. On parle le breton. »

En 1872 l'ancien manoir de Kerven, converti en ferme et très dégradé, fut acheté par Édouard de Bergevin, ancien officier des Chasseurs d'Afrique, époux de Franceza Huon de Kermadec et qui collabora à l'œuvre de son oncle généalogiste Pol Potier de Courcy.
En 1892, l'école libre de filles avait 65 élèves (elle est laïcisée cette année-là) alors que l'école publique n'en avait que 5.

### LeXXesiècle

#### La Belle Époque
Pierre Guéguen, de Guimaëc, fut l'un des cinq marins du voilier Frasquita (qui appartenait à l'aventurier Jacques Lebaudy, lequel se proclama "empereur du Sahara") faits prisonniers par une tribu maure ; il revint vivre à Guimaëc en 1903 après sa libération.
En mars 1906 les agents des domaines qui tentaient de procéder à l'inventaire des biens d'église durent se retirer devant les manifestations hostiles des paroissiens.
Le 8 mai 1906, Édouard de Bergevin, ancien maire, et Yves Le Lous protestent dans une lettre contre les pressions exercées par le maire radical de Guimaëc qui lors des élections législatives distribue des bulletins de vote au nom d'un seul candidat, Émile Cloarec (lequel fut réélu député), tandis que des conseillers municipaux accompagnaient ensuite les électeurs jusqu'à l'urne.
L'abbé Madec, qui avait obtenu l'autorisation d'ouvrir une école privée de garçons à Guimaëc, fut poursuivi en 1909 pour y avoir annexé une école pour adultes, mais il fut relaxé par le tribunal de Morlaix.
Le 25 mars 1912 est fondée l'"Union catholique" de Guimaëc qui, dès sa création, a 64 hommes adhérents ; le comité se compose de 11 membres, un par quartier. « C'est là une bonne journée pour la paroisse de Guimaëc » écrit le journal L'Univers.

#### La Première Guerre mondiale

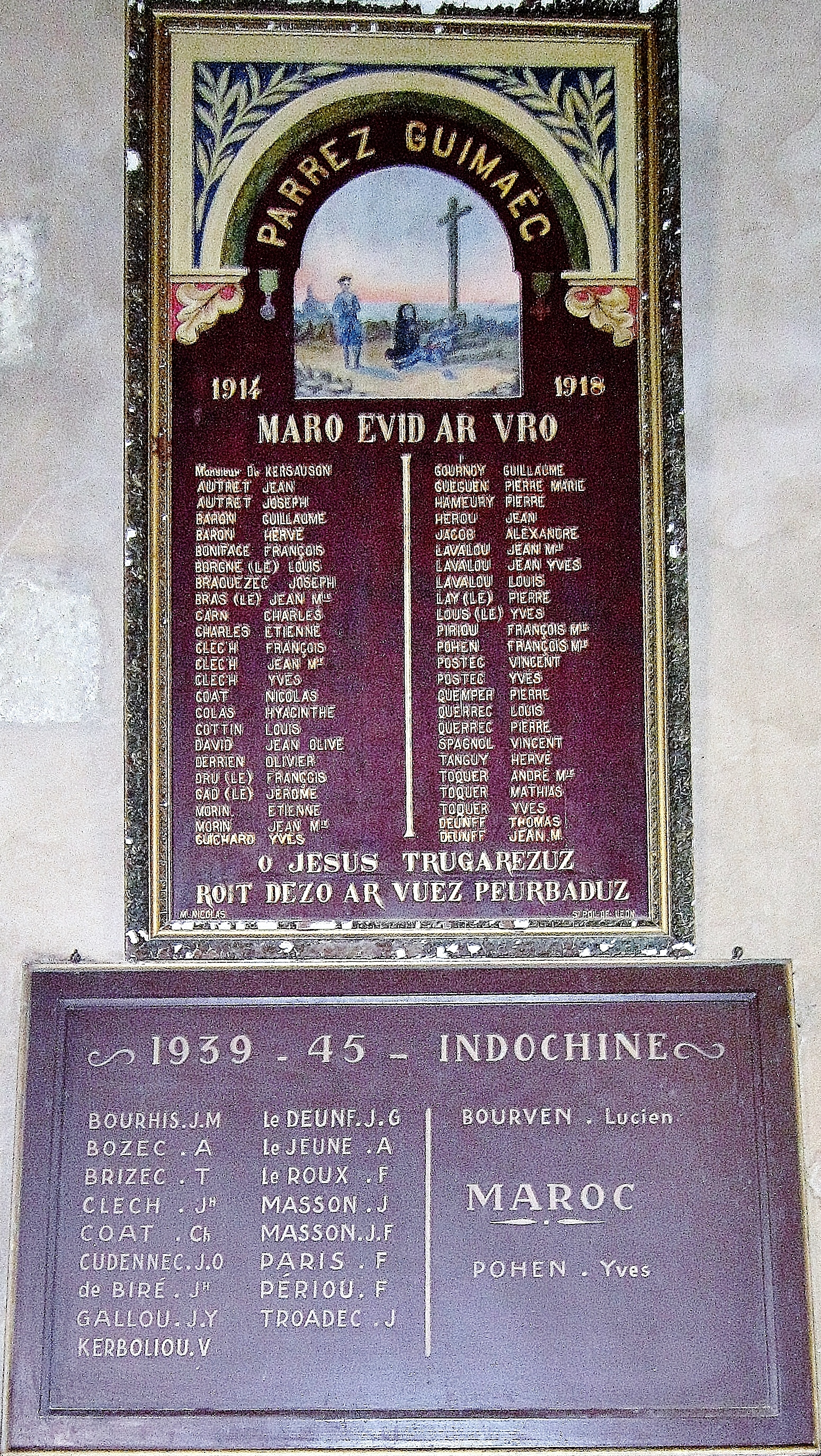
Église Saint-Pierre : plaque commémorative des morts pour la France (en breton pour la guerre 1914-1918).

Le monument aux morts de Guimaëc porte les noms de 52 soldats et marins morts pour la France pendant la Première Guerre mondiale ; parmi eux, 4 ont été tués en Belgique dont deux en 1914 (Yves Tocquer dès le 22 août 1914 à Rossignol et François Periou le 10 novembre 1914 à Dixmude), un en 1917 (Jean Lavalou le 31 juillet 1917 à Nieucapelle et un en 1918 (Paul de Kersauson de Penandreff, capitaine au 4e régiment de dragons, le 29 avril 1918 à Locre) ; un est mort en Macédoine du Nord (Charles Étienne le 9 septembre 1916 dans le cadre de l'expédition de Salonique) ; trois au moins sont décédés en mer (Jean Clec'h, mort lors du naufrage du cuirassé Bouvet le 19 mars 1915 ; Hyacinthe Colas, mort le 26 février 1916 lors du naufrage du Provence II au large du cap Matapan et Alexandre Jacob, mort le 24 novembre 1917 lors du naufrage du cargo Pomone) ; deux sont morts en captivité en Allemagne (Jérôme Le Gad en 1914 et Guillaume Baron en 1918) ; la plupart des autres sont décédés sur le sol français (par exemple Olivier Derrien, mort des suites de ses blessures dans l'ambulance le 26 avril 1918 à Dury (Somme) et Jean Cadran, mort des suites de ses blessures le 5 août 1918 à l'hôpital complémentaire no 44 à Senlis, tous deux décorés de la Médaille militaire et de la Croix de guerre ; Vincent Postic (mort des suites de ses blessures le 12 avril 1918 à Coullemelle (Somme), Pierre Querrec (marsouin au 35e régiment d'infanterie coloniale, tué à l'ennemi à Tahure (Marne) le 6 octobre 1915) et Vincent Spagnol (soldat au 37e régiment d'infanterie, mort de maladie contractée en service à l'hôpital de Morlaix le 15 février 1919, donc après l'armistice) ont tous les trois été décorés de la Croix de guerre).

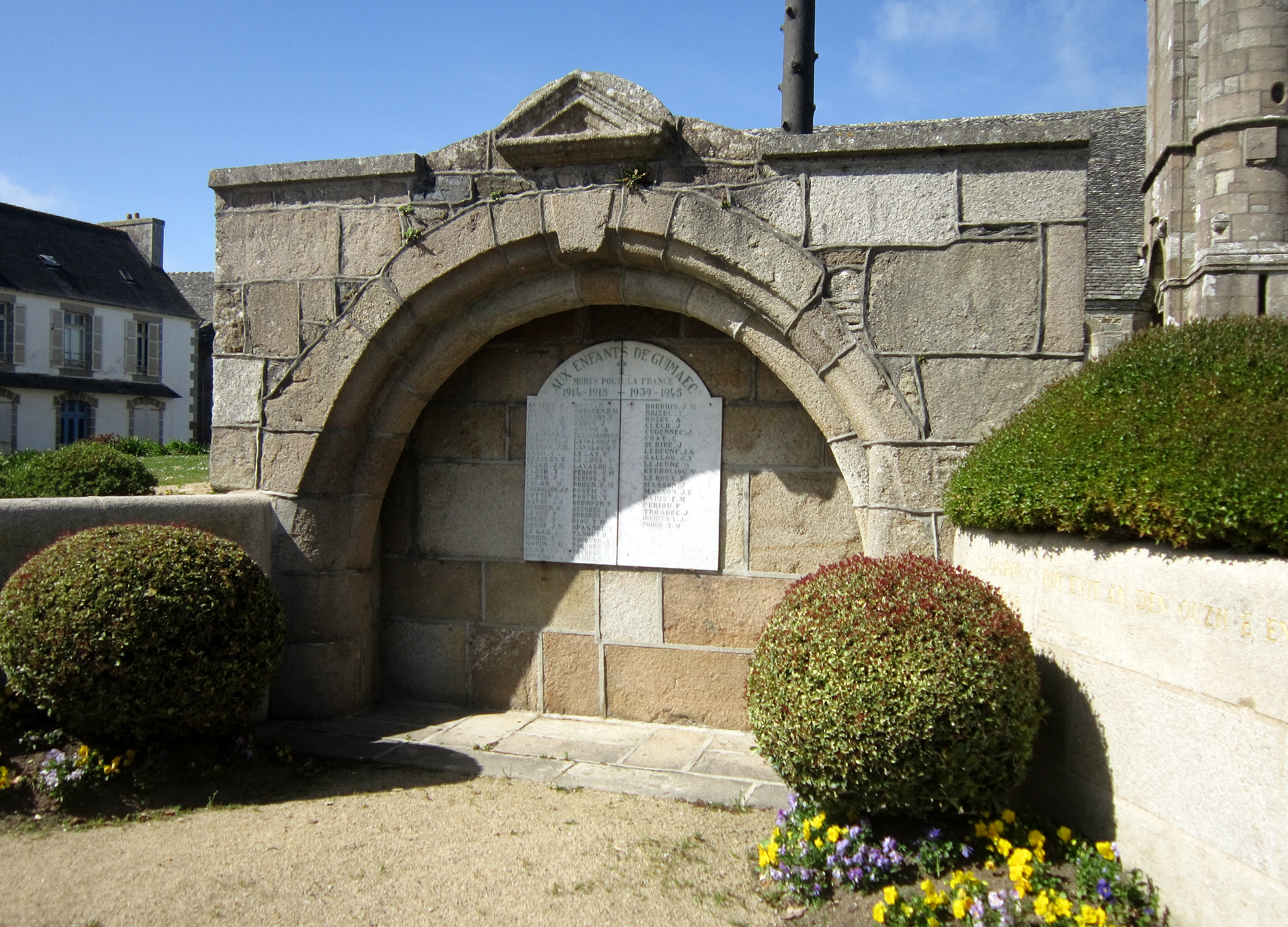
Le monument aux morts, situé dans le mur de l'enclos paroissial.

#### L'Entre-deux-guerres
En 1923 le Conseil départemental d'hygiène adopte les conclusions du docteur Olgiati et donne un avis favorable à la demande de translation du cimetière formulée par le Conseil municipal de Guimaëc.
Le 24 décembre 1924 le vapeur espagnol Alfredo coula au large d'Ouessant, victime d'une effroyable tempête. L'équipage, composé de 19 hommes, se réfugia dans une baleinière et lutta courageusement pendant une quarantaine d'heures contre une mer démontée, avant d'âtre jetés à la côte sur une plage de Guimaëc ; pendant la traversée six hommes étaient morts de fatigue et de froid. À peine l'embarcation eut-elle touchée la terre que ses occupants, épuisés, se couchèrent sur la plage avant d'avoir pu assurer l'amarrage de l'embarcation qui, entraînée par le courant, reparti au large avec les corps des marins décédés ; elle ne fut jamais retrouvée. Secourus par des habitants de Guimaëc, certains survivants durent être frictionnés pendant plusieurs heures avant de retrouver quelques forces.
Le roi d'Espagne, touché par l'attitude de la population de Guimaëc, décora de l' "Ordre de la Boneficiena" quatre personnes qui lui avaient été particulièrement signalées : François Tocquer, premier maître en retraite ; Philomène Tocquer, fille du précédent ; Jean Périou et son épouse.
Le 28 septembre 1925 le Steredenn-Vor, de Douarnenez, se perdit corps et biens entre la pointe de Guimaëc et Saint-Jean-du-Doigt, entraînant la disparition de son propriétaire, Jean-René Bellec, seul à bord. En juin 1932 l'équipage de trois hommes du dundee Saint-Antoine-de-Padoue, de l'Île-Grande eût plus de chance : réfugiés dans un canot après le naufrage de leur bateau au large de l'Île de Batz, ils parvinrent sains et saufs à la côte près de Beg-ar-Fri.

#### La Seconde Guerre mondiale

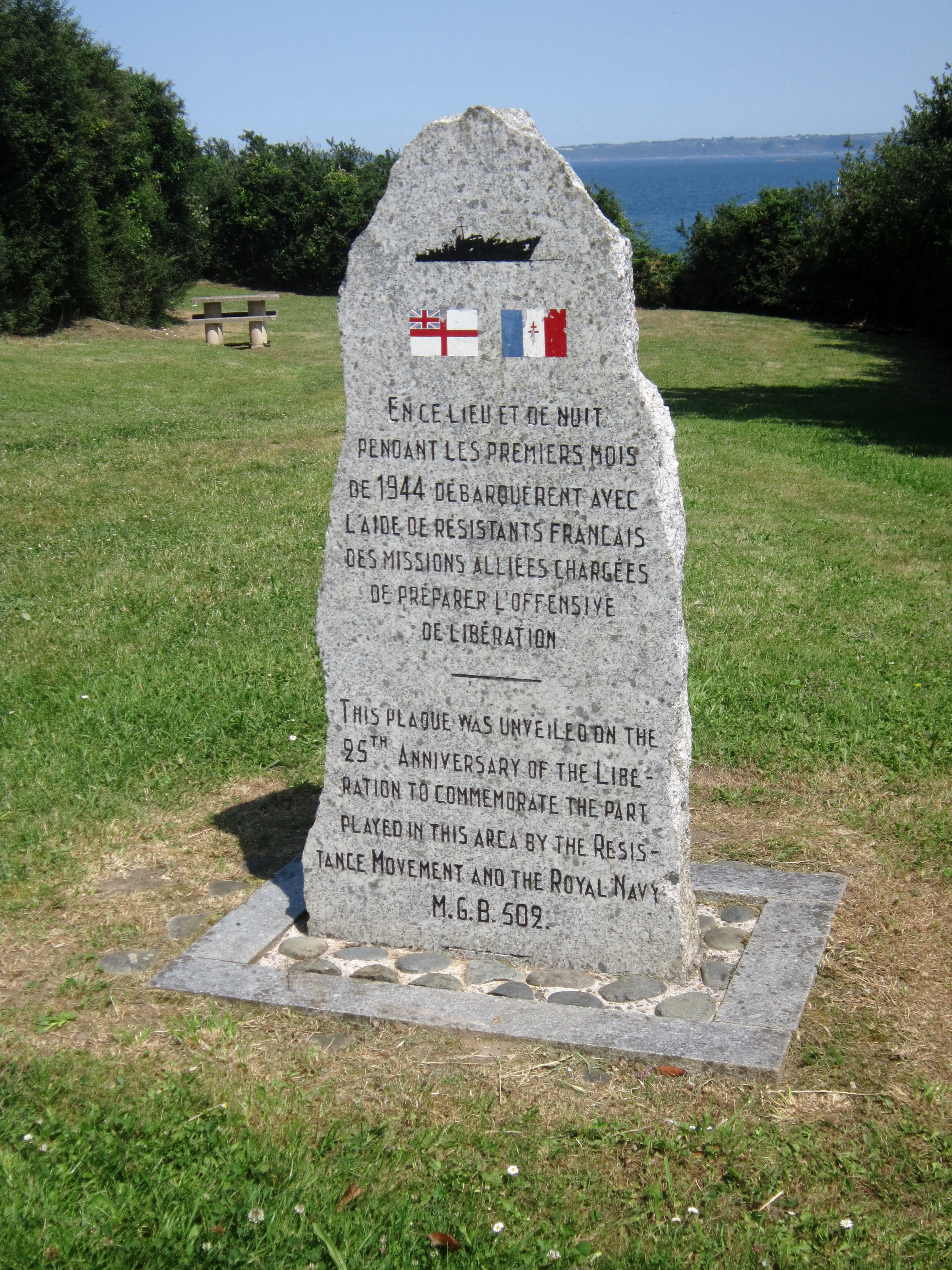
Stèle commémorative des débarquements et embarquements de missions alliées avec l'aide de la Résistance pendant les premiers mois de 1944 sur la plage de Vilin Izella.

Le monument aux morts de Guimaëc porte les noms de 19 personnes mortes pour la France pendant la Deuxième Guerre mondiale ; parmi elles André Bozec, matelot canonnier à bord du croiseur Dunkerque, tué le 6 juillet 1940 lors de l'attaque anglaise de Mers el-Kébir ; Joseph de Biré, résistant, déporté au camp de concentration de Bergen-Belsen où il est décédé, âgé de 21 ans, le 15 mai 1944.
Le réseau "Var" à Guimaëc, formé d'agents britanniques du SOE (Special Operations Executive), des frères et sœurs Alice, Germaine, Raymonde et Yvonne Jacob, la mère qui tenait un café à Guimaëc et d'Aristide Sicot, nom de code Jeannette, originaire de Saint-Cast où ce dernier avait initialement organisé une filière d'évasion pour les aviateurs alliés, se replie sur Beg-an-Fry en Guimaëc à partir de janvier 1944. Avec la complicité d'un forgeron de Plouigneau, Thomas (qui accueille les aviateurs depuis la gare locale) et d'un négociant en vins, Barazer (qui les transporte), le réseau "Var" parvint à recevoir 27 agents alliés et à faire embarquer 55 personnes, principalement des aviateurs alliés, depuis Beg-ar-Fri. Ils seront transférés de Guimaëc vers Beg-ar-Fri à pied, une distance d'environ 7 km, de nuit en suivant le talus côté champ alors que les patrouilles SS passaient sur la route à 5 mètres d'eux. Rendus à destination, ils seront pris en charge par un sous-marin et rapatriés en Angleterre.
François Mitterrand, alors appelé  « Morland », débarqua la nuit du 26 février 1944, sur la plage de Vilin Izella, arrivant en compagnie de deux agents anglais ; alors âgé de 27 ans, il fut accueilli par plusieurs personnes de Guimaëc, aujourd'hui disparues. Parmi ces personnes, on cite les noms de Louis Mercier, mareyeur, de sa femme, Philomène, d'Aristide Sicot, responsable des plages du réseau « Var », et des sœurs Jacob. « Un événement qui a marqué sa vie » Devenu Président de la République, François Mitterrand revint sur les lieux, accueilli par le maire Bernard Cabon et son premier adjoint François Bourhis
François Marie Periou, cultivateur, âgé de 19 ans, fut assassiné par les Allemands dans le bourg de Lanmeur le 6 août 1944.

#### L'après-Seconde-Guerre-mondiale
Lucien Bourven, matelot des Forces amphibies Indochine est mort accidentellement le 1er mai 1951 à Pnom-Penh (Cambodge) pendant la Guerre d'Indochine.
Vers 1980, EDF avait présenté un projet de construction d'une centrale nucléaire sur les falaises de Beg-ar-Fri. Puis le projet avait été abandonné pour se concentrer sur Plogoff.

## Politique et administration
Réélu pour un deuxième mandat en mai 2014, le maire Georges Lostanlen démissionne du conseil municipal, à la suite de la démission des neuf conseillers de sa liste, fin mai 2016. Lors des élections de juillet 2016, la liste menée par Pierre Le Goff, conseiller d'opposition jusqu'alors, remporte la totalité des sièges.

### Liste des maires

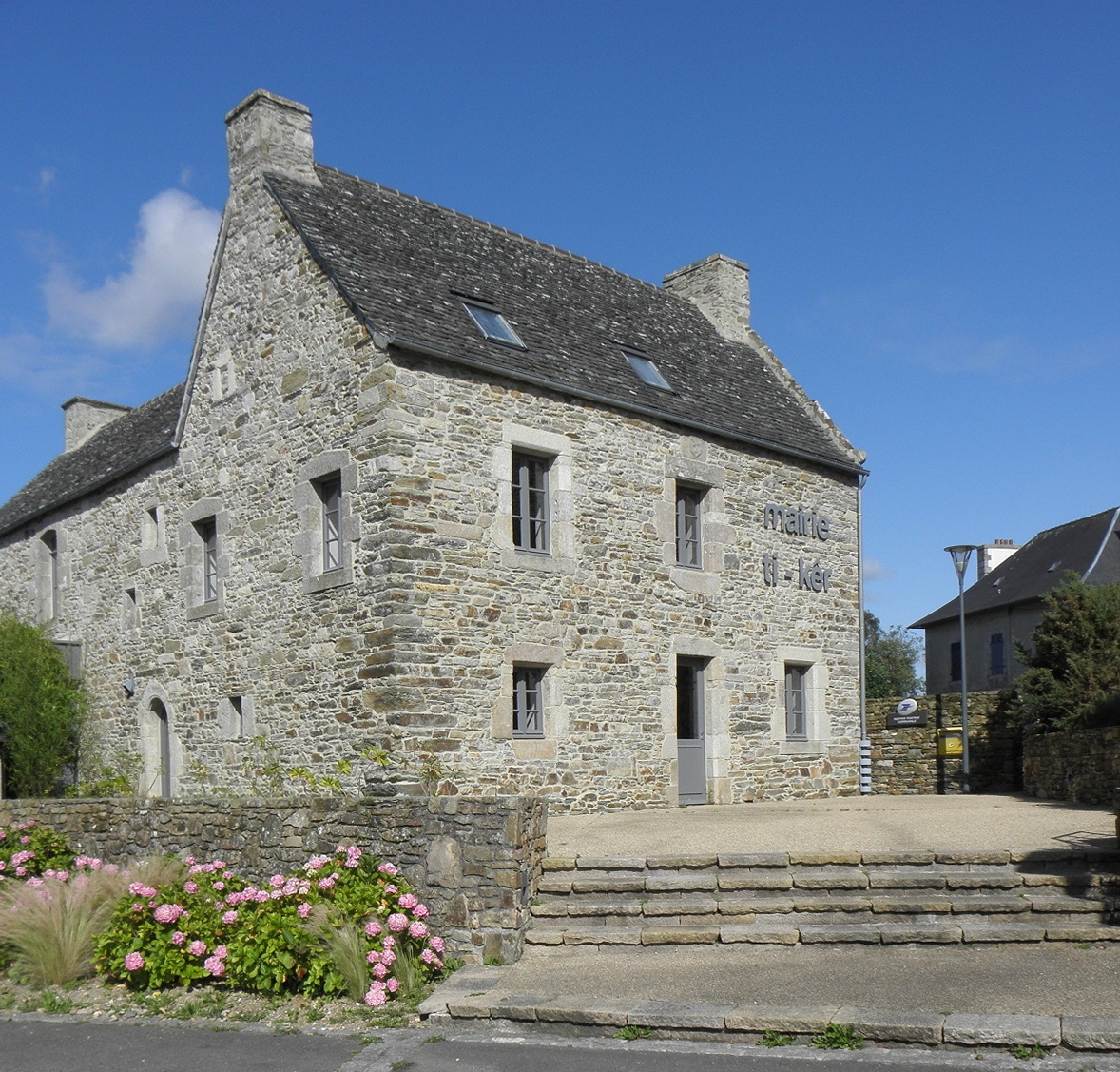
La mairie de Guimaëc.

Les anciens numéros de la revue municipale An nor digor sont consultables sur un site Internet.

### Langue bretonne
- L'adhésion à la charte Ya d'ar brezhoneg a été votée par le conseil municipal le 22 décembre 2004, et en février 2008, la commune a obtenu le label de deuxième niveau.

### Blason
Le blason de la commune de Guimaëc a été établi en 1987 par Bernard Cabon. Il a été adopté cette même année par le conseil municipal et officialisé par un arrêté préfectoral qui le protège. Il ne peut être utilisé sans l'accord de la commune.
La justification est la suivante :
- L'épée est celle de Rannou Trelever, géant mythique et emblématique du Trégor, dont la légende dit qu'il habitait la paroisse de Guimaëc.
- La nef est celle de Jean Coetanlem, corsaire du XVe siècle, né à Guimaëc, qui aurait fréquenté les côtes américaines avant Christophe Colomb et qui fut grand amiral de la flotte du Portugal. Il mourut en 1492.
- Les couleurs sont celles de la famille de Trelever, telles qu'attestées dans le procès-verbal des prééminences de la paroisse de Guimaëc en date du 27 septembre 1679.

## Démographie

### Évolution démographique
L'évolution du nombre d'habitants est connue à travers les recensements de la population effectués dans la commune depuis 1793. Pour les communes de moins de 10 000 habitants, une enquête de recensement portant sur toute la population est réalisée tous les cinq ans, les populations de référence des années intermédiaires étant quant à elles estimées par interpolation ou extrapolation. Pour la commune, le premier recensement exhaustif entrant dans le cadre du nouveau dispositif a été réalisé en 2007.

En 2022, la commune comptait 966 habitants, en évolution de +0,84 % par rapport à 2016 (Finistère : +2,16 %, France hors Mayotte : +2,11 %).
| 1793  | 1800  | 1806  | 1821  | 1831  | 1836  | 1841  | 1846  | 1851  |
| ----- | ----- | ----- | ----- | ----- | ----- | ----- | ----- | ----- |
| 1 664 | 1 668 | 1 665 | 1 789 | 1 941 | 1 948 | 1 924 | 1 924 | 1 952 |

| 1856  | 1861  | 1866  | 1872  | 1876  | 1881  | 1886  | 1891  | 1896  |
| ----- | ----- | ----- | ----- | ----- | ----- | ----- | ----- | ----- |
| 1 901 | 1 815 | 1 822 | 1 768 | 1 795 | 1 725 | 1 568 | 1 590 | 1 527 |

| 1901  | 1906  | 1911  | 1921  | 1926  | 1931  | 1936  | 1946  | 1954 |
| ----- | ----- | ----- | ----- | ----- | ----- | ----- | ----- | ---- |
| 1 545 | 1 377 | 1 277 | 1 203 | 1 148 | 1 084 | 1 029 | 1 026 | 986  |

| 1962 | 1968 | 1975 | 1982 | 1990 | 1999 | 2006 | 2007 | 2012 |
| ---- | ---- | ---- | ---- | ---- | ---- | ---- | ---- | ---- |
| 952  | 910  | 826  | 810  | 880  | 855  | 912  | 920  | 959  |

| 2017 | 2022 | - | - | - | - | - | - | - |
| ---- | ---- | - | - | - | - | - | - | - |
| 947  | 966  | - | - | - | - | - | - | - |

### Évolution du rang démographique
| selon la population municipale des années : | 1968 | 1975 | 1982 | 1990 | 1999 | 2006 | 2009 | 2013 |
| Rang de la commune dans le département      | 198  | 206  | 197  | 184  | 183  | 190  | 189  | 187  |
| Nombre de communes du département           | 286  | 283  | 283  | 283  | 283  | 283  | 283  | 283  |

En 2016, Guimaëc était la 187e commune du département en population avec ses 958 habitants (territoire en vigueur au 1er janvier 2019), derrière Saint-Jean-Trolimon (186e avec 976 habitants) et devant Cléden-Cap-Sizun (188e avec 956 habitants).

## Patrimoine religieux
- L'église Saint-Pierre (XVIIe – XVIIIe siècles). La commune comptait autrefois de nombreuses chapelles dont deux sont encore en bon état. Certaines autres, après s'être dégradées ou avoir été pillées, ont fourni une part des statues qui ornent aujourd'hui l'église paroissiale[65].

« L'église de Guimaëc, classée (...) monument historique, se compose d'une nef de trois travées, avec bas-côtés, et d'un chœur aussi de trois travées, flanqué de deux larges chapelles. Les piliers carrés à simples tailloirs soutiennent des arcades en plein cintre indiquant le début du XVIIIe siècle. D'un édifice gothique antérieur, il subsiste la muraille de droite du chœur, percée d'une petite fenêtre ronde et d'un bénitier ogival (...). [L]e clocher est accosté de deux tourelles ou cages d'escalier amorties en dôme ; cette dualité est un fait assez rare (...). De massifs contreforts épaulent ses angles et une corniche très saillante, dont les nombreuses moulures se poursuivent sur les tourelles, soutient la galerie de la plate-forme. Le beffroi, à trois chambres de cloches est sommé d'une courte pyramide ajourée de quelques baies rondes. (...) Le porche, refait au XVIIIe siècle, a gardé son arcade ogivale pauvrement moulurée, la date de 1558 est inscrite en gothique, et deux lions formant gargouilles au bas des rampants. La porte intérieure, surmontée d'une niche contenant la statue archaïque de saint Pierre, patron de la paroisse, est flanquée de pilastres à chapiteaux étranges, nœuds de cordes ou cordes enroulées »

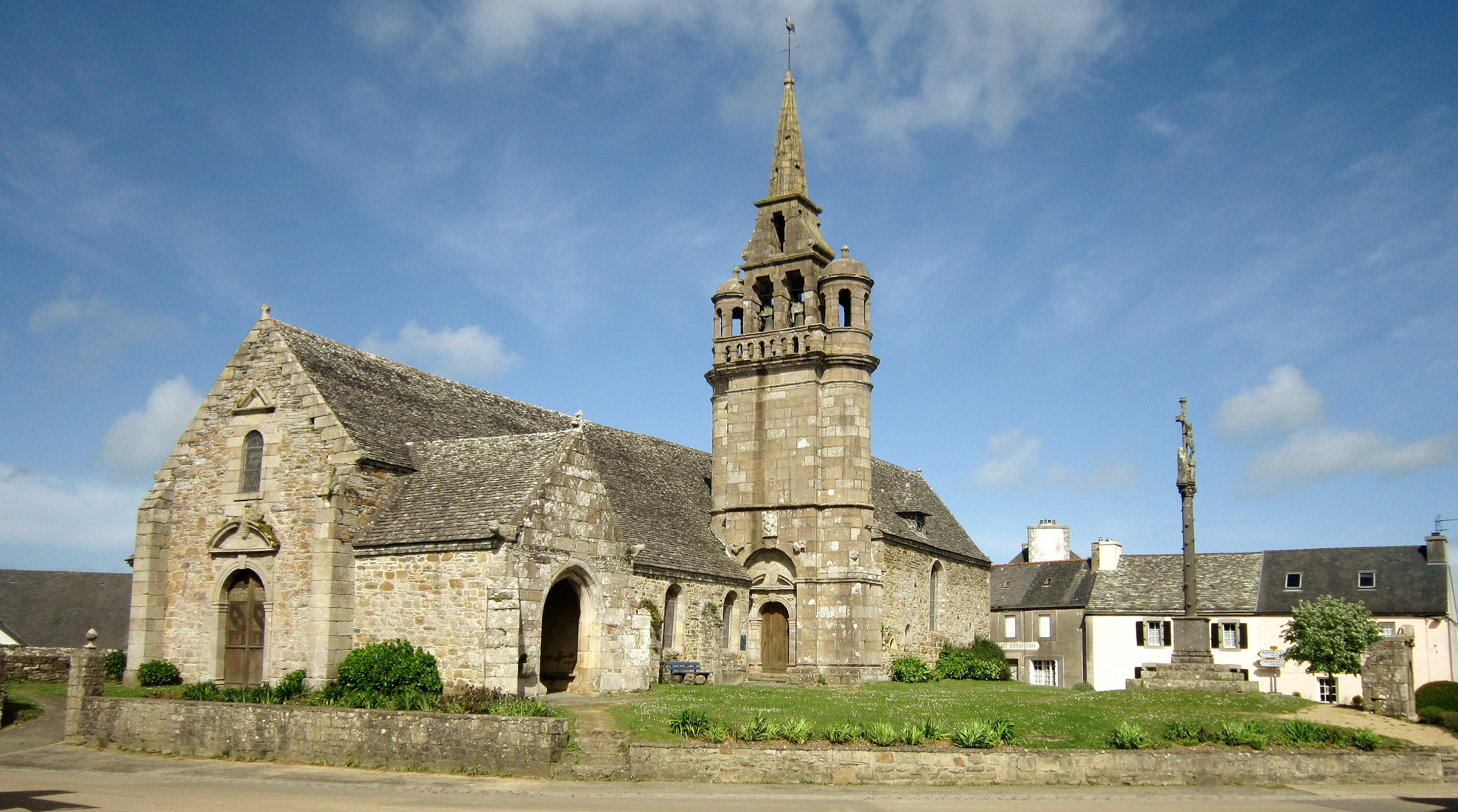
L'église Saint-Pierre et son enclos paroissial, vue d'ensemble.
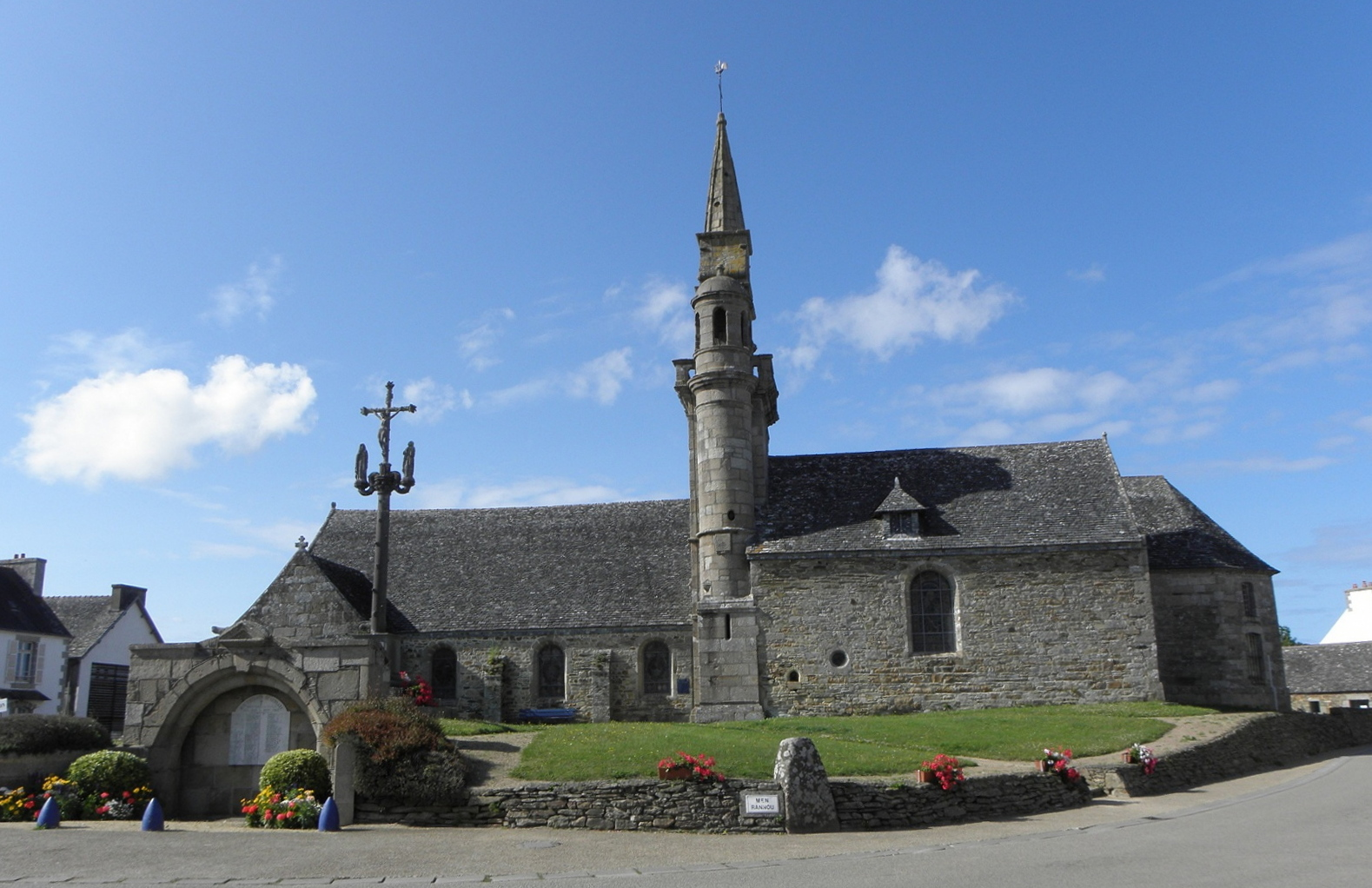
L'église paroissiale Saint-Pierre.
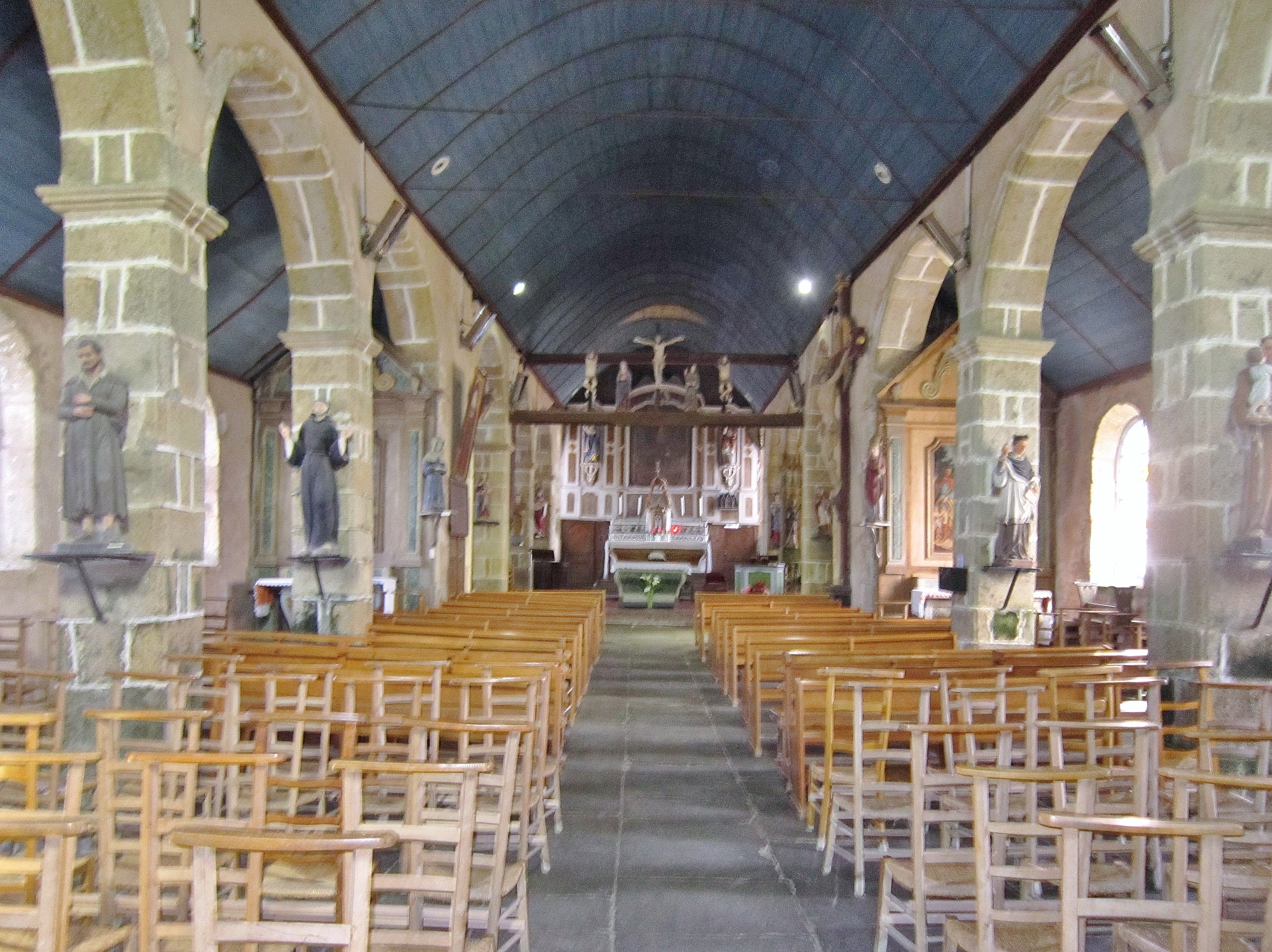
Église Saint-Pierre : vue intérieure d'ensemble.
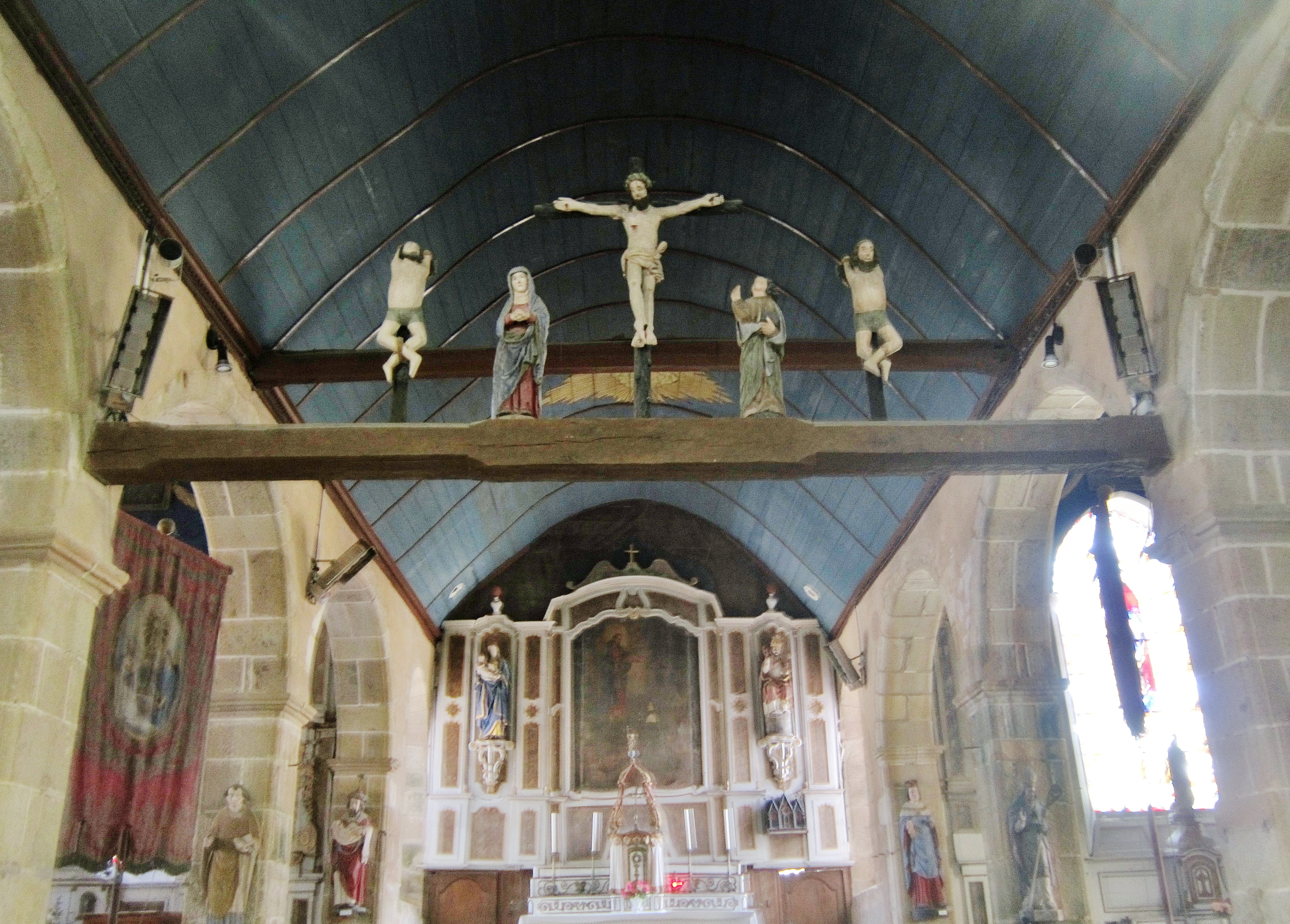
Église Saint-Pierre : la poutre de gloire et le maître-autel.
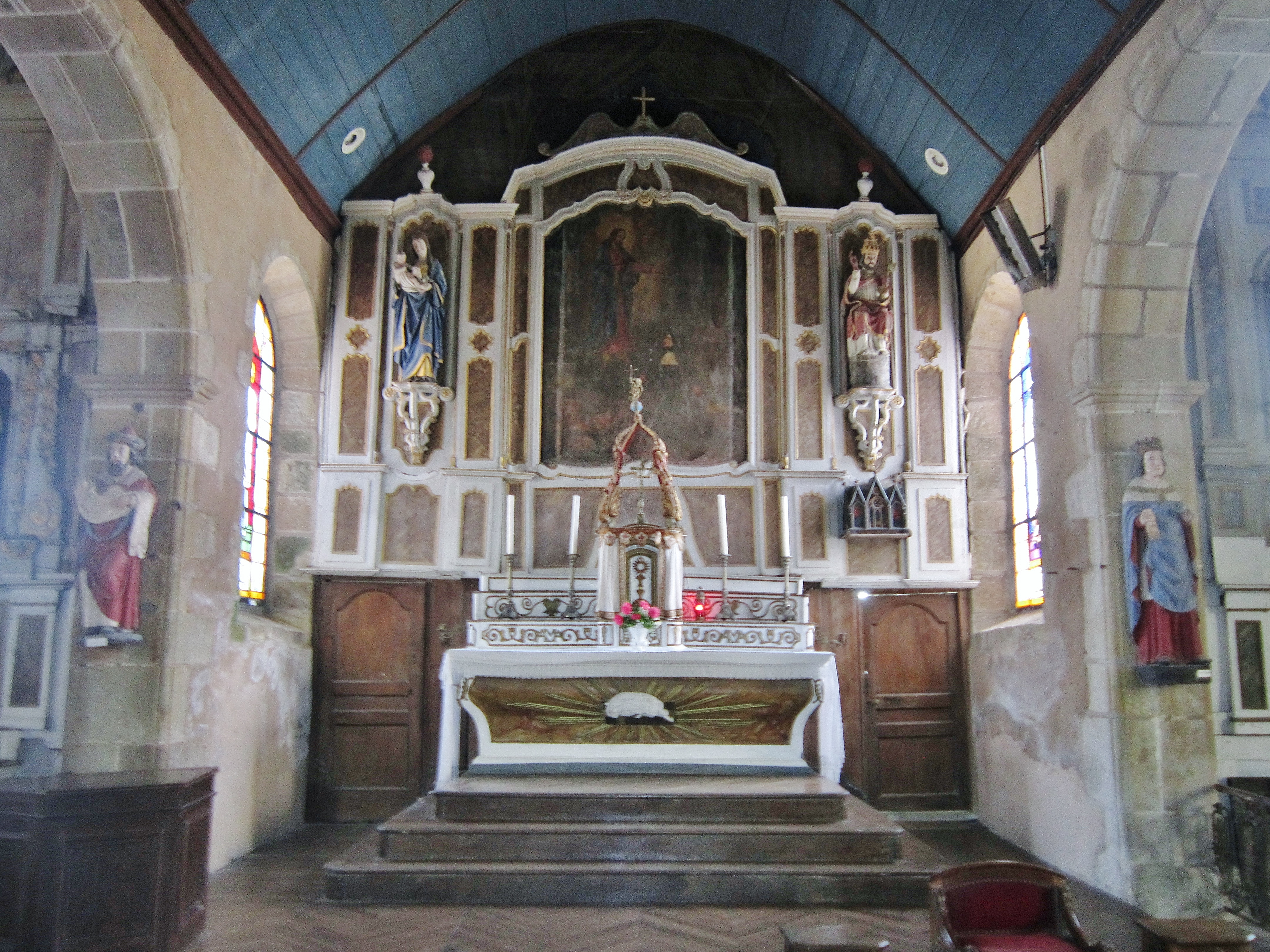
Église Saint-Pierre : le maître-autel.
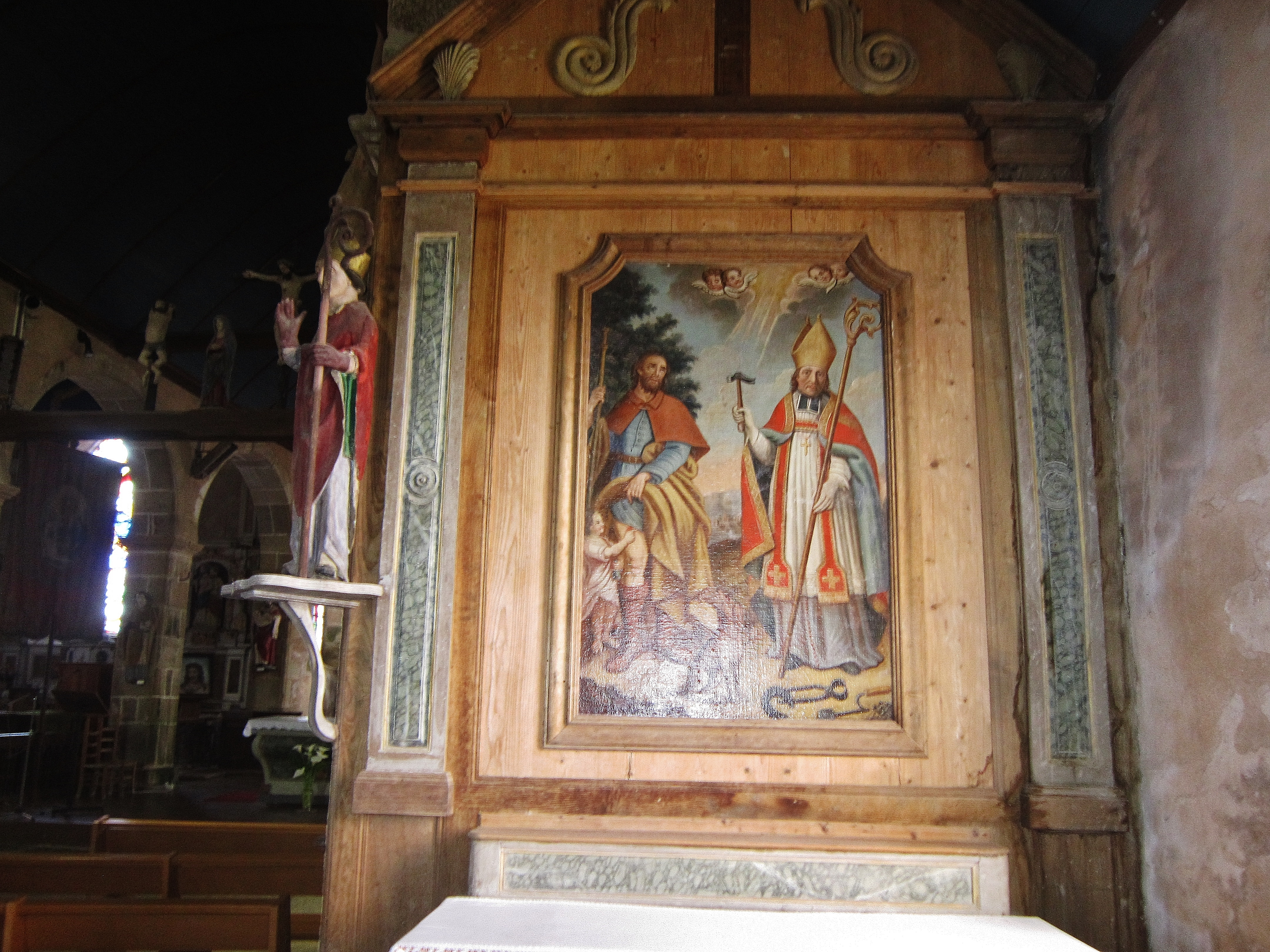
Église Saint-Pierre : autel latéral.
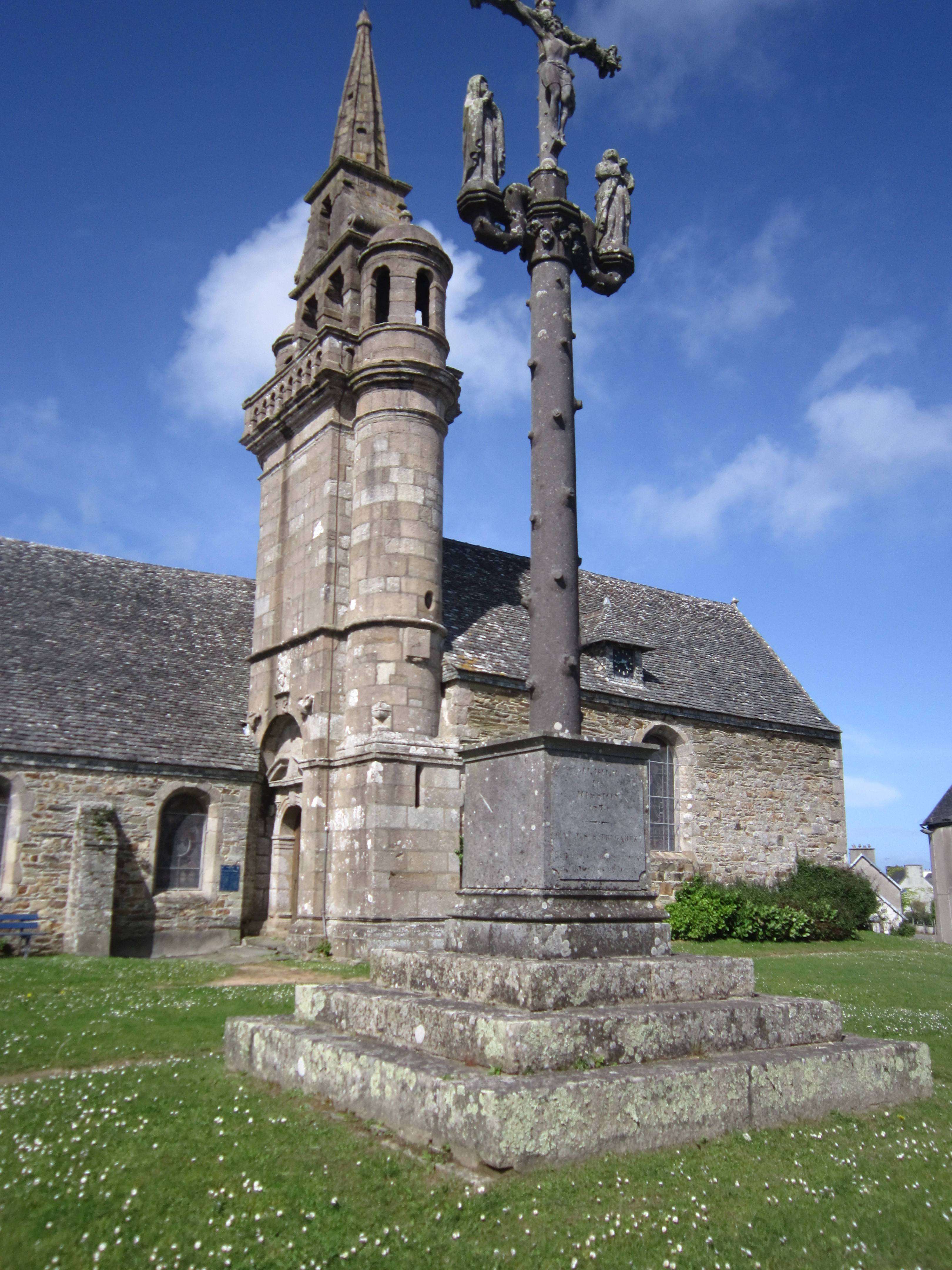
Le calvaire de l'enclos paroissial : vue d'ensemble.

- Les chapelles actuelles[66] :
  - la chapelle Notre-Dame-des-Joies (Chapel Itron Varia Joaou), classée au titre des monuments historiques par arrêté du 17 mars 1916[67]. La tradition attribue l'origine de cette chapelle aux seigneurs de Trémédern. Ainsi, le fils aîné du marquis de Trémédern était parti à la croisade. Des années s'écoulèrent sans que l'on reçût de ses nouvelles. Sa famille le pleura, n'espérant plus le revoir. C'est alors que le frère cadet, se promenant à cheval, vit venir un cavalier tout couvert de poussière dont la visière baissée cachait le visage. Tous deux voulurent passer de front dans l'étroit sentier. Nul ne voulant céder le passage, un duel fut décidé sur-le-champ. L'étranger, affaibli, allait être vaincu lorsqu'il s'écria : « Sainte Vierge, me faudra-t-il mourir ici, après avoir échappé à tant de périls, en face du manoir de mon père ». Son adversaire lui demanda : « Qui donc es-tu ? » Le croisé leva sa visière et répondit : « je suis le fils du seigneur de Trémédern. » Pleurant d'émotion les deux frères s'embrassèrent et firent le vœu d'élever une chapelle en ce lieu où ils avaient failli s'entretuer. La chapelle a bénéficié d'une restauration intérieure dans les années 1980 et 1990 (le prix de la "Société pour la protection des Paysages et de l'Esthétique de la France" lui a été accordé en l'an 2000)[68]. On peut y admirer aujourd'hui un grand nombre de peintures sur bois des XVIe siècle et XVIIe siècle ainsi qu'un remarquable chancel. Visites commentées les mardis et jeudis après-midi l'été.

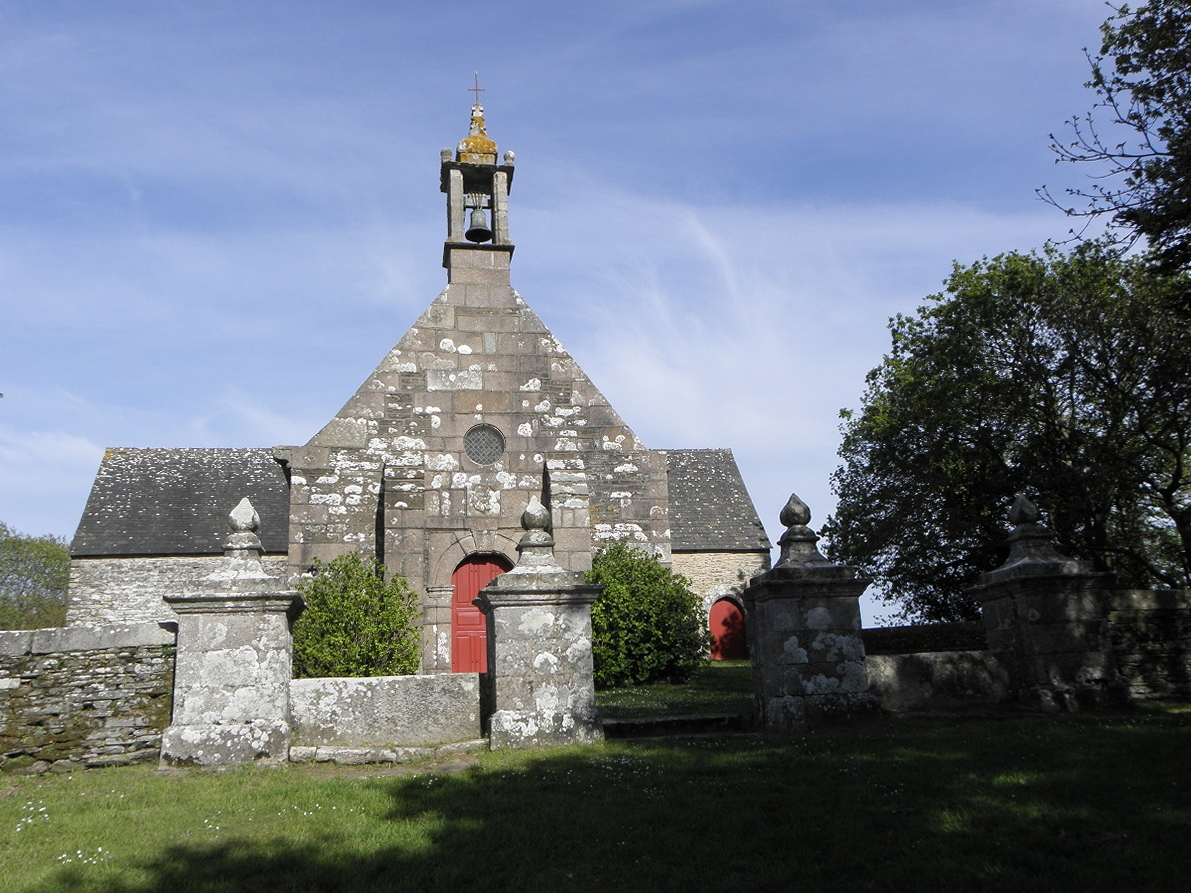
La chapelle Notre-Dame-des-Joies.
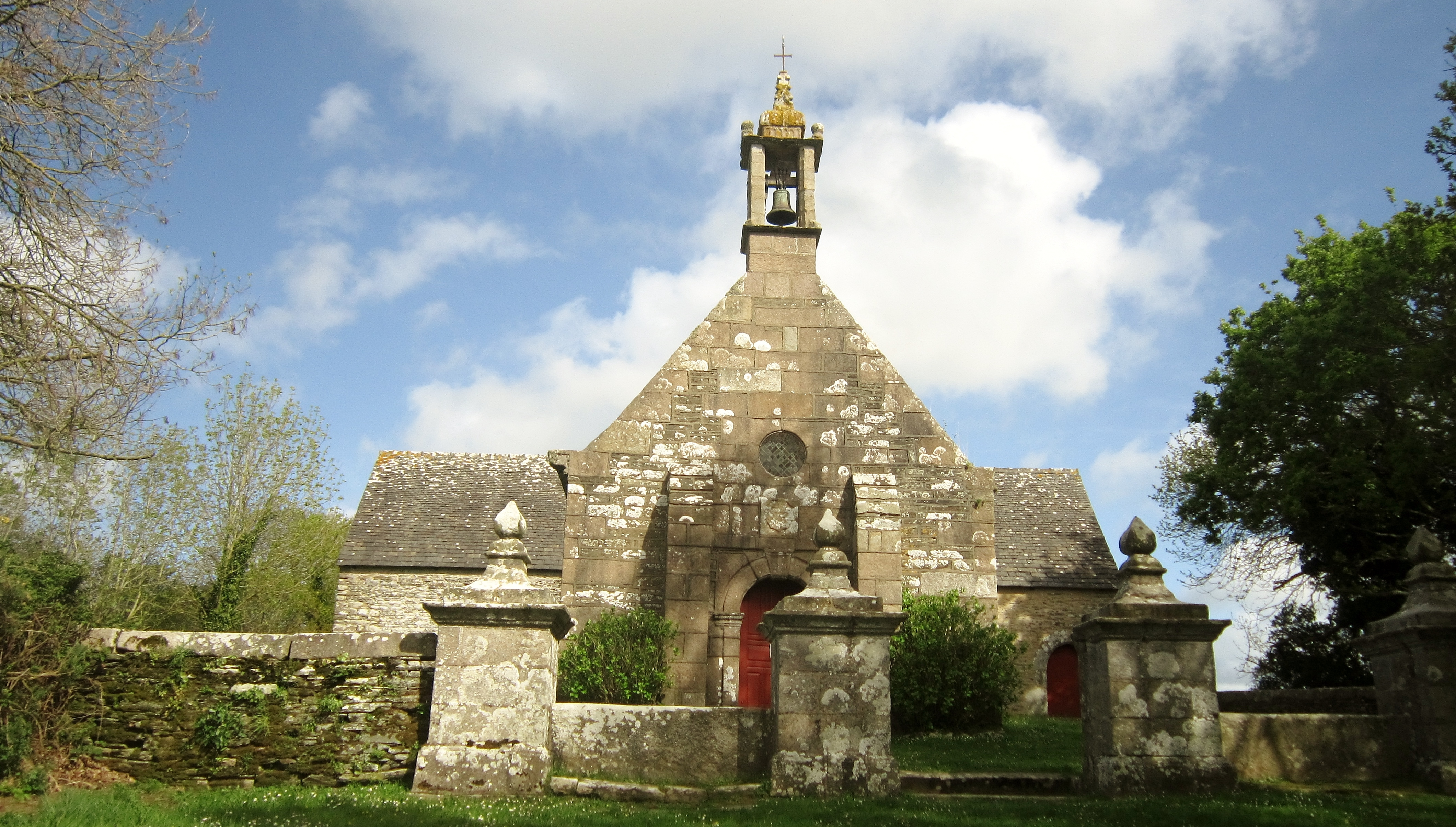
Chapelle Notre-Dame-des-Joies : façade occidentale.
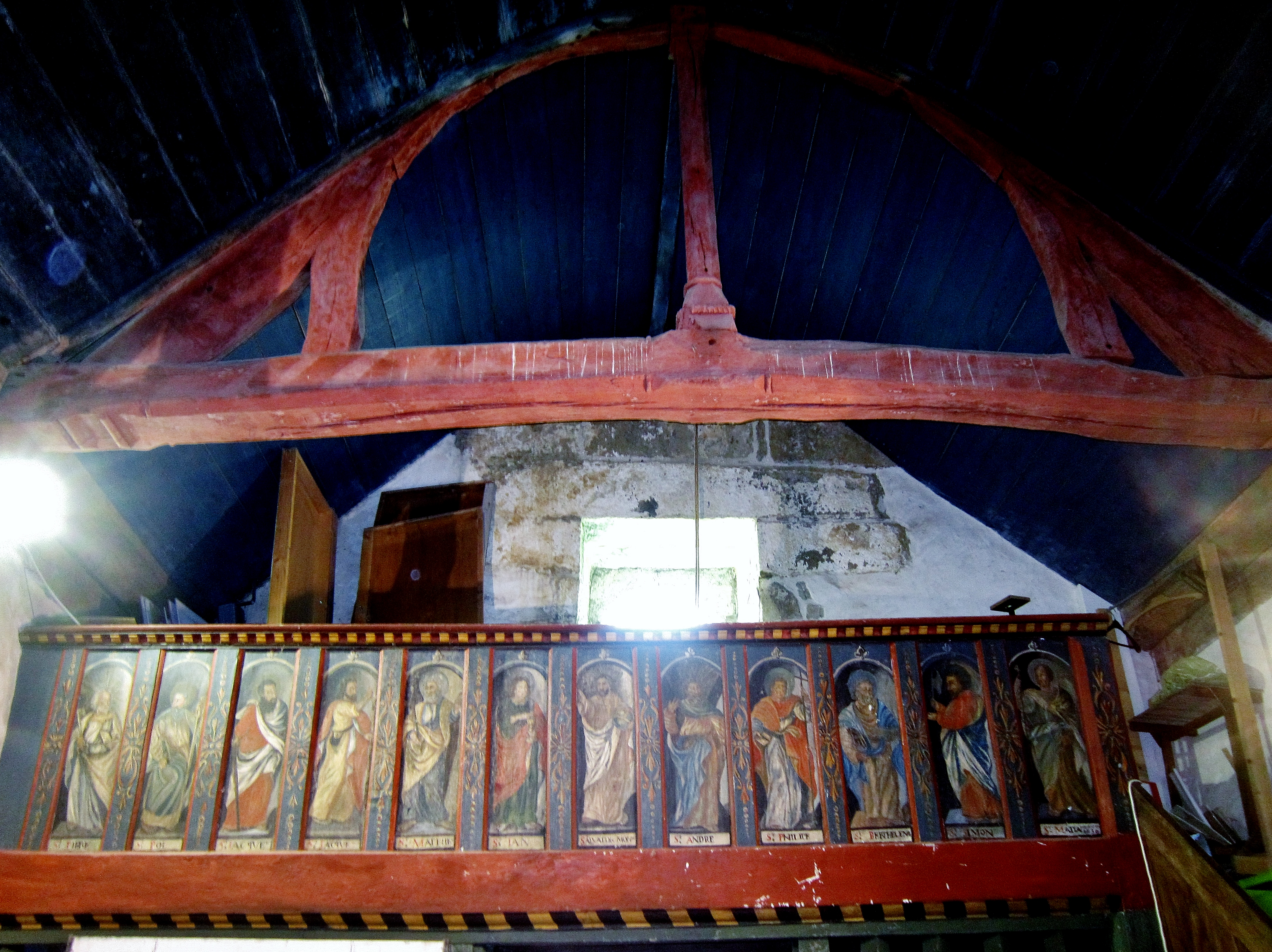
Chapelle Notre-Dame-des-Joies : poutre de gloire et partie supérieure du chancel avec ses peintures sur bois représentant des portraits de saints.
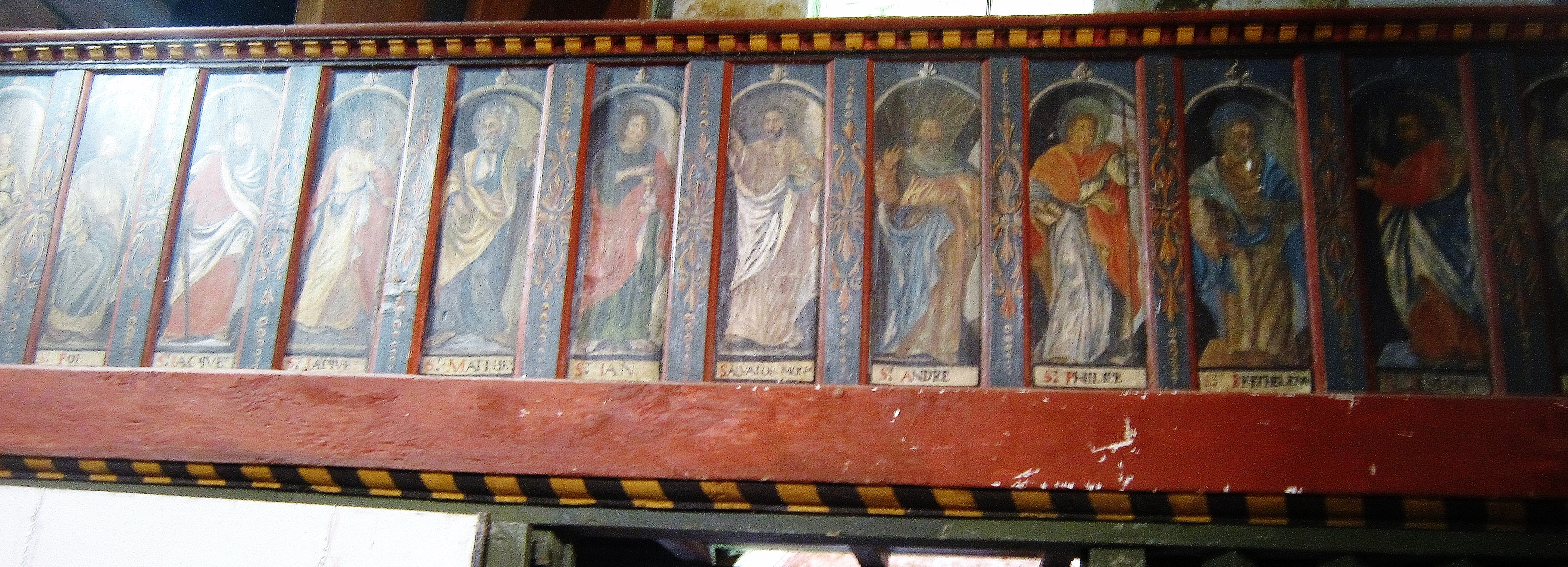
Chapelle Notre-Dame-des-Joies : portraits de saints peints sur bois dans la partie supérieure du chancel.
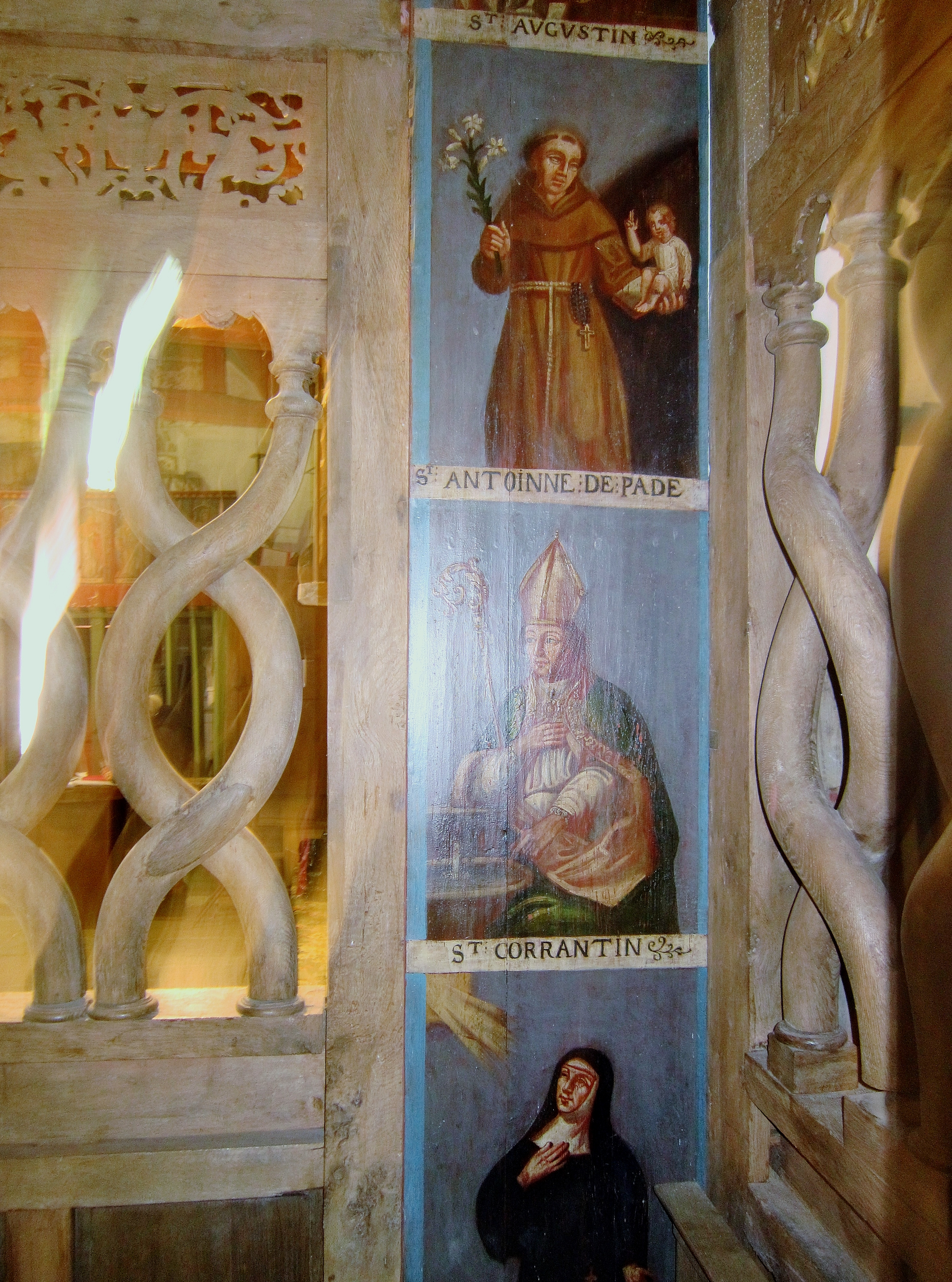
Chapelle Notre-Dame-des-Joies : peintures sur bois représentant des portraits de saints (saint Corentin et saint Antoine de Padoue).
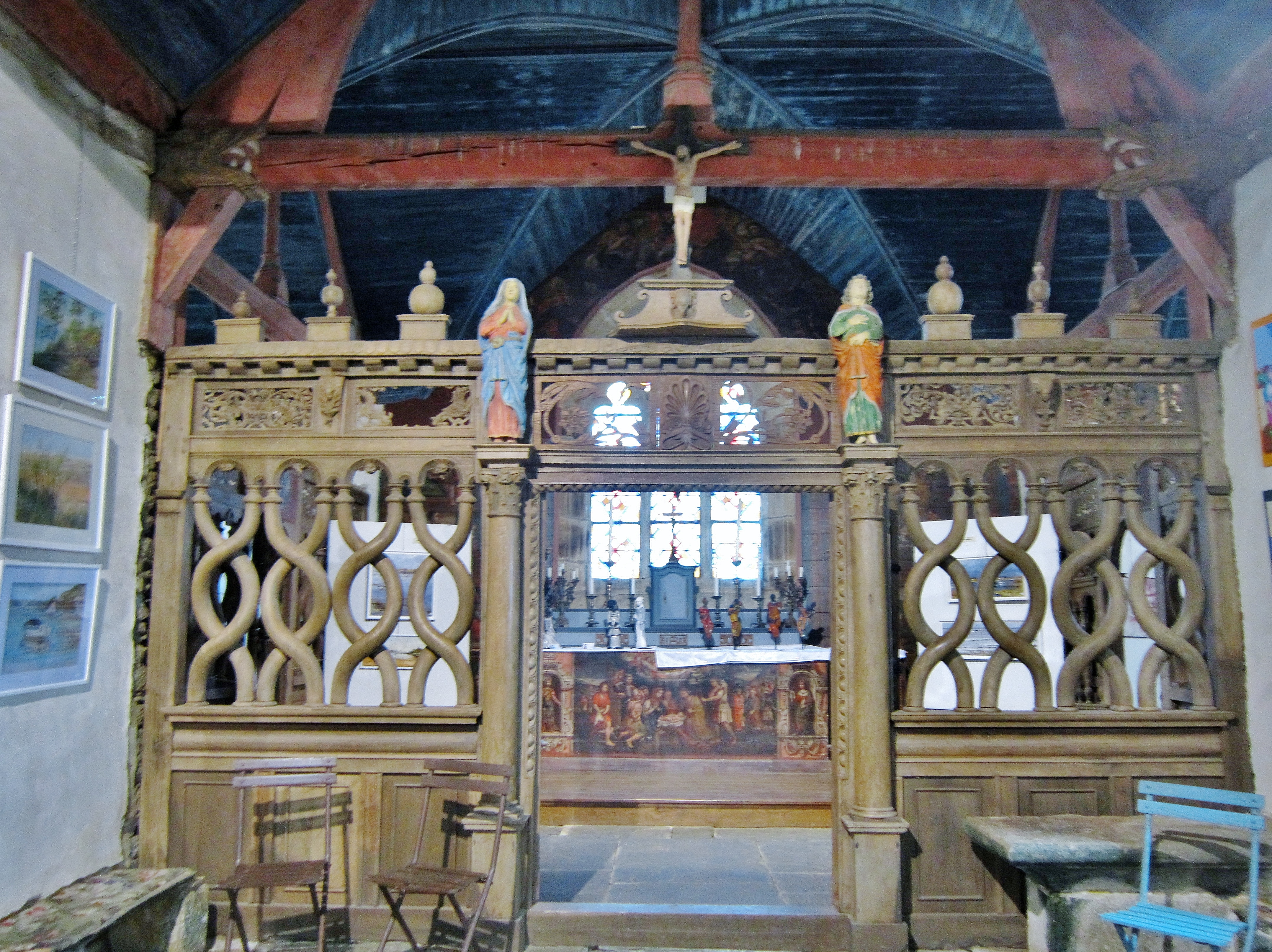
Chapelle Notre-Dame-des-Joies : cloison intérieure séparant le chœur de la partie arrière de la chapelle (vue en direction de l'autel depuis la partie arrière de la chapelle).
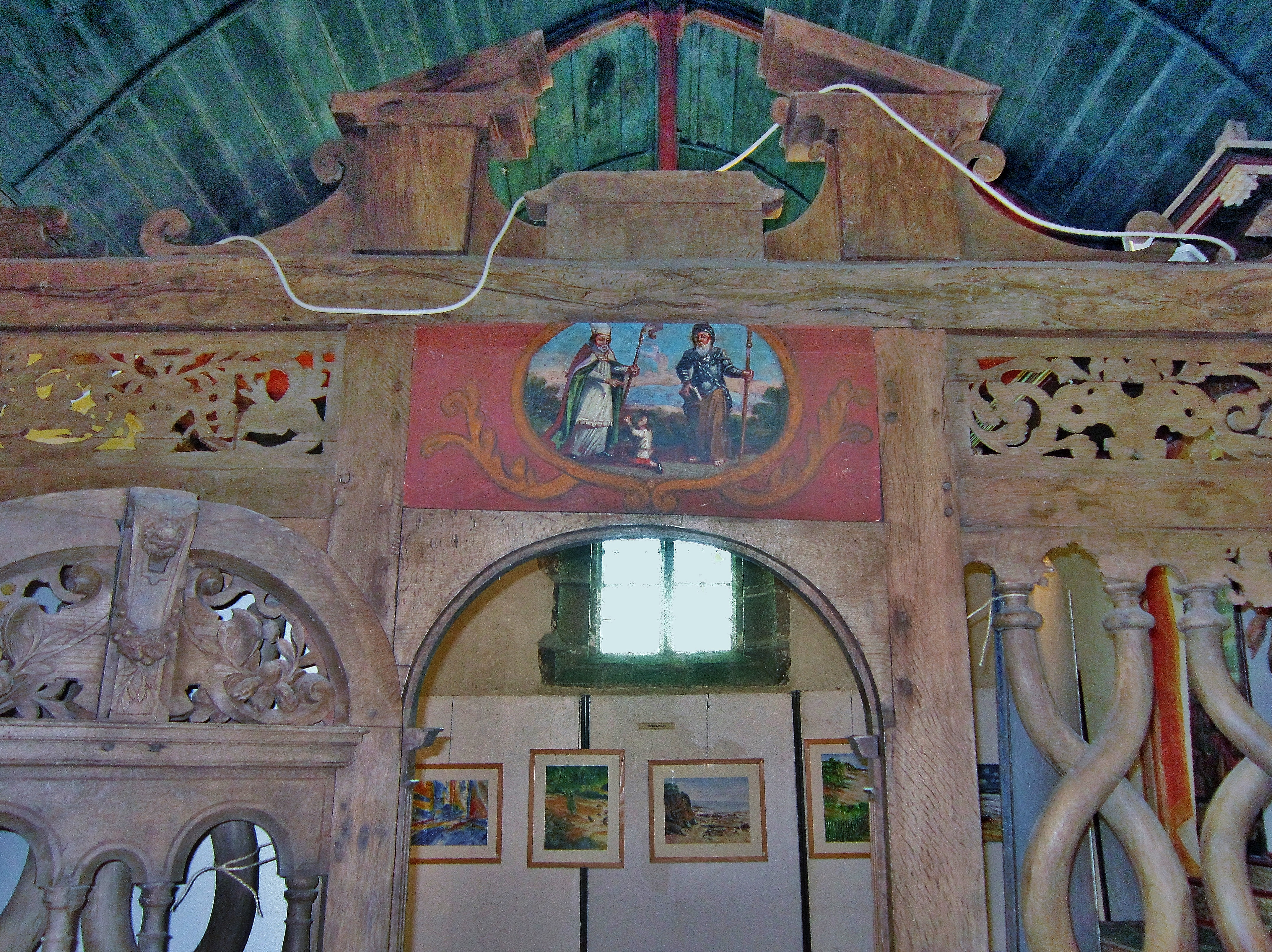
Chapelle Notre-Dame-des-Joies : cloison intérieure séparant le chœur de la partie arrière de la chapelle (vue en direction de l'arrière de la chapelle depuis la partie avant de la chapelle).
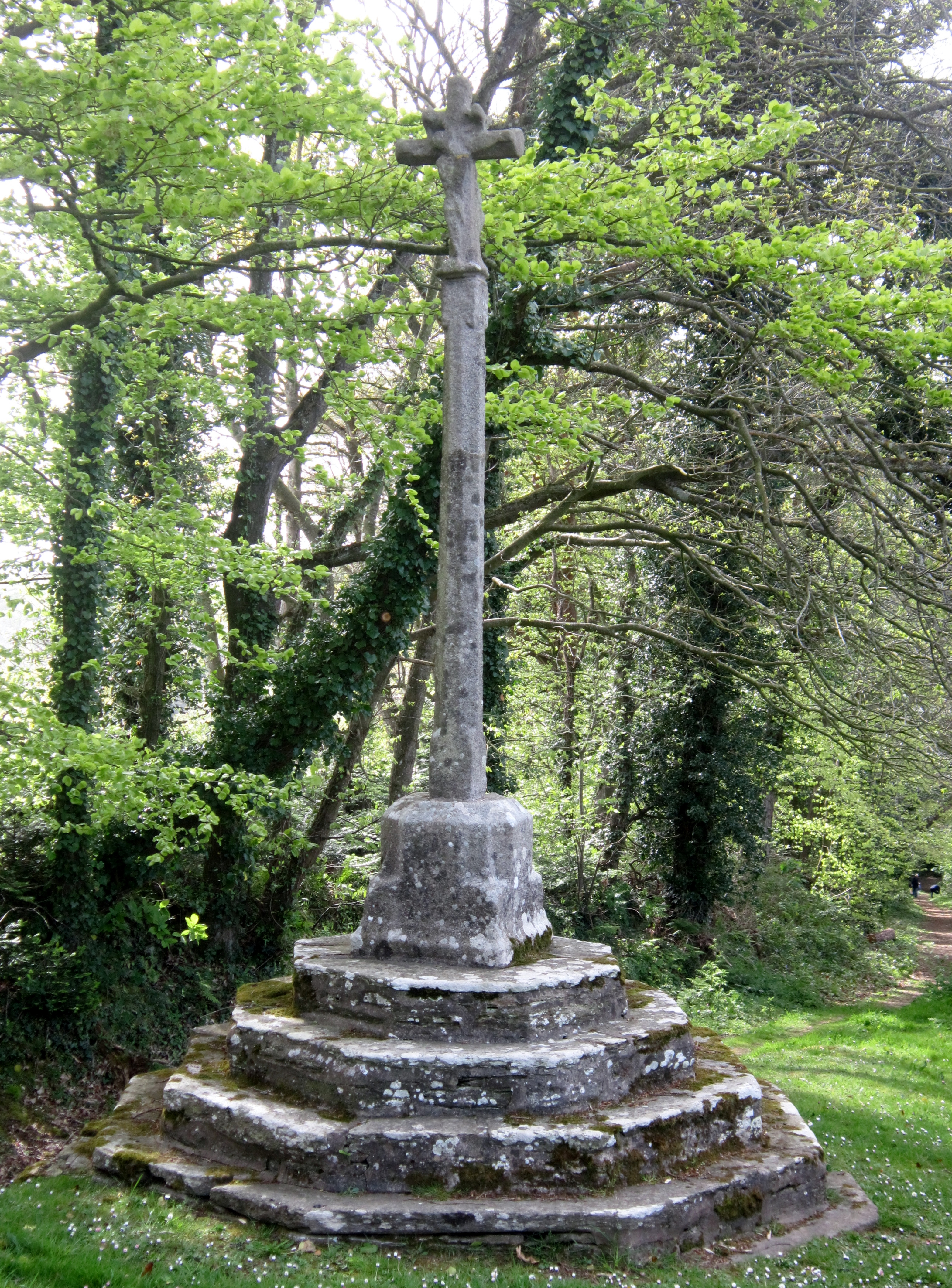
Chapelle Notre-Dame-des-Joies : le calvaire situé dans l'enclos.

- - la chapelle du Christ, inscrite au titre des monuments historiques par arrêté du 3 juin 1932[69]. Elle est datée du XVIe siècle, c'est la plus grande chapelle de la paroisse. Bâtie sur un tertre, elle est de forme rectangulaire avec une chapelle en L côté midi, et son architecture est de style flamboyant. Située au carrefour de deux anciennes voies romaines, les pèlerins qui se rendant au pardon de Saint-Jean-du-Doigt s'y arrêtaient pour prier. Autrefois, le chœur était entouré d'une clôture de bois à colonnettes tournées comme on peut en voir à la chapelle Notre-Dame-des-Joies. La détérioration de la chapelle de Krist commence dès 1946 où les vitres brisées sont remplacées puis brisées une deuxième fois ; les grands feuillus, magnifique rideau d'arbres protégeant la chapelle, sont abattus en 1947.

Sans protection, ardoises et murs se détériorent très vite et s'écroulent en grande partie en 1958 et 1959. Sans la moindre décision qui permette de remettre rapidement hors d'eau ce chef-d'œuvre, l'ensemble ressemble rapidement à une ruine. En accord avec l'évêché et les beaux-arts, les moines de l'abbaye de Landévennec emportent les dalles et un autel de pierre, puis le vandalisme commence. Depuis, certains étés, des troupes de scouts sont venus débroussailler et ces travaux de nettoyage, plus importants en 1998, ont sensibilisé quelques habitants des environs. Une association est créée et, grâce à des concours et des dons, la restauration peut commencer en 2005. À ce jour les murs ont été remontés, la charpente traditionnelle en chêne a été installée récemment, de même que la toiture en ardoises de Locquirec. La prochaine tranche de travaux devrait concerner les vitraux, les enduits, le dallage ainsi que l'électricité afin que puissent s'y dérouler des spectacles, des concerts et s'y tenir des expositions.
Le calvaire de Christ présente à l'avers le Christ, Madeleine, saint Jean et un personnage décapité ; au revers un Christ en robe, une femme et saint Paul Aurélien. Pendant la Révolution française, douze chevaux ne parvinrent pas à arracher ce calvaire.

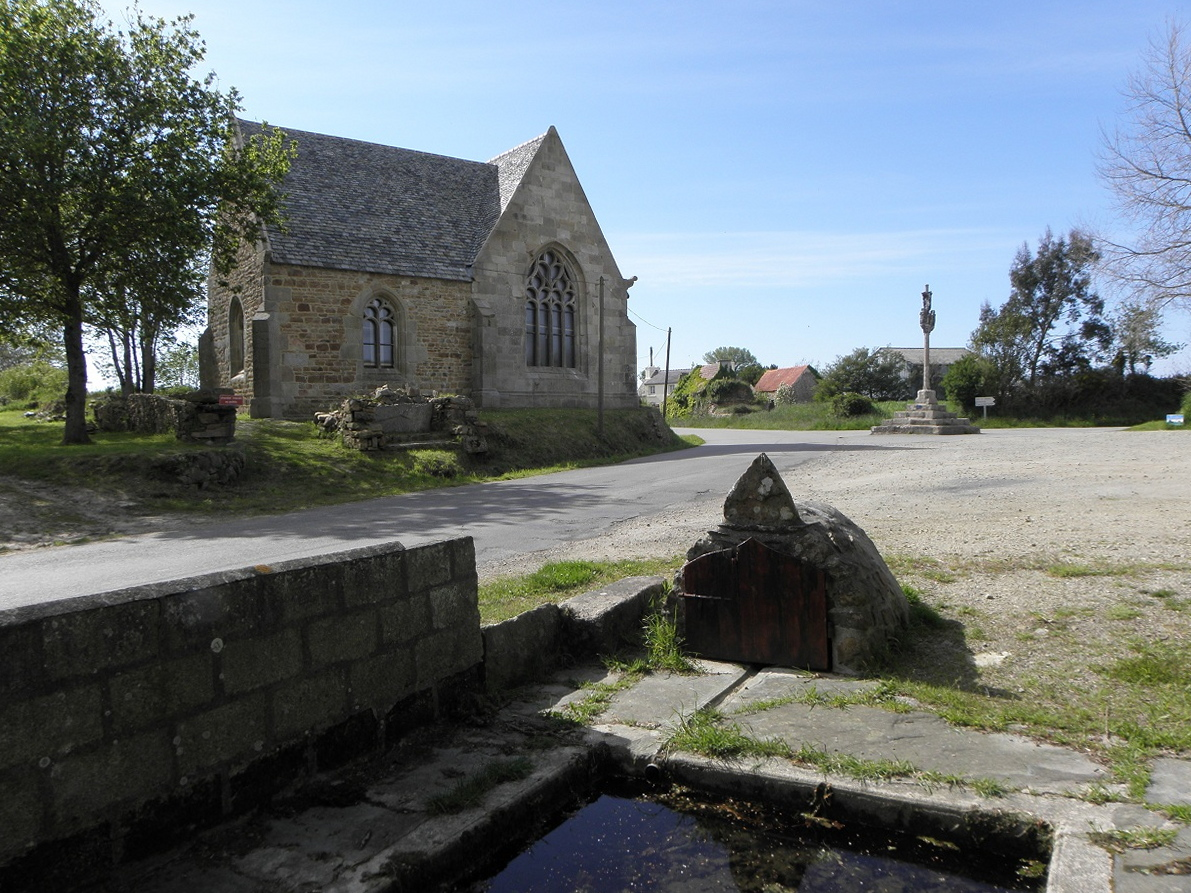
La fontaine, le calvaire et la chapelle du Christ.
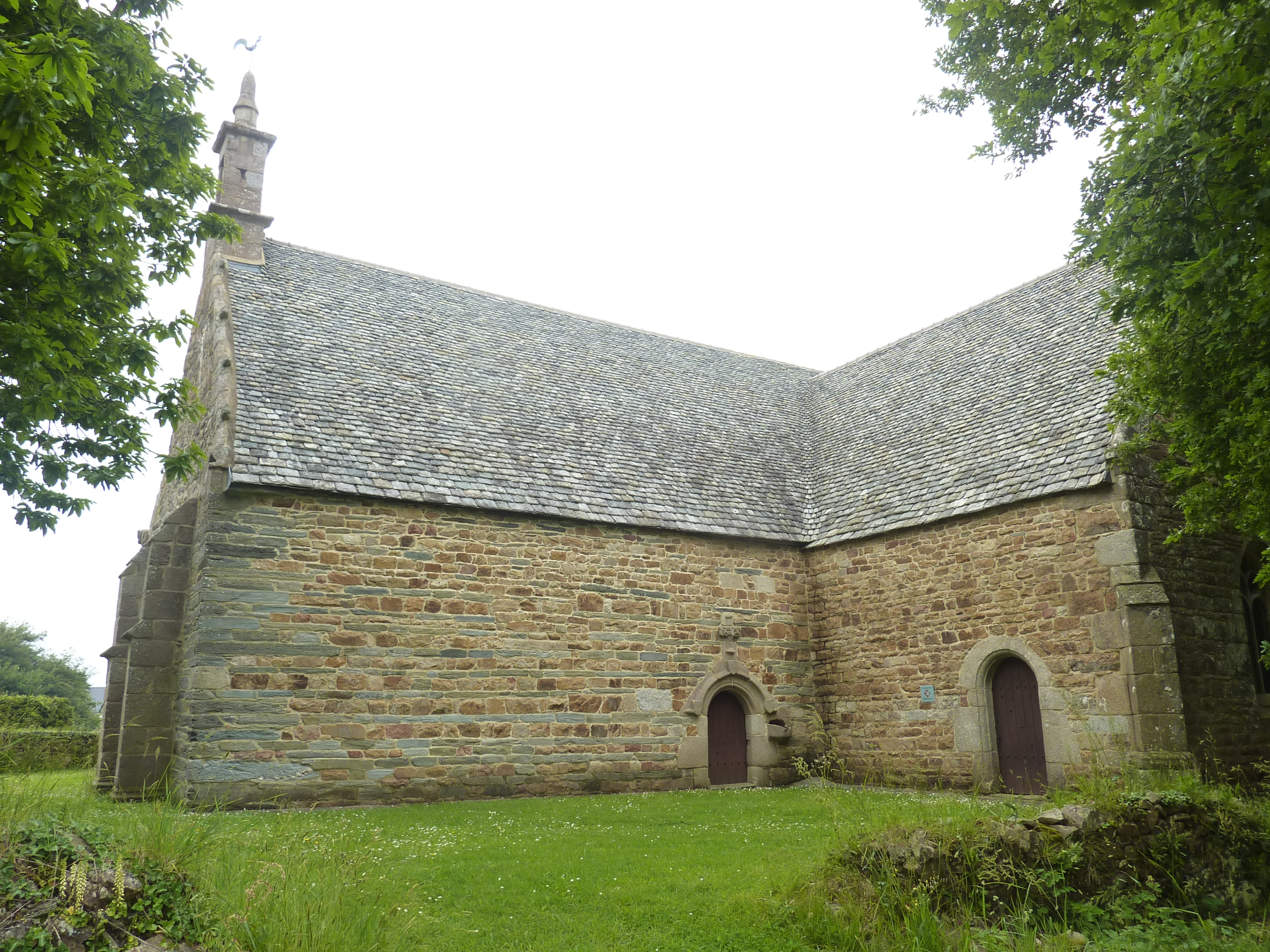
La chapelle de Christ.
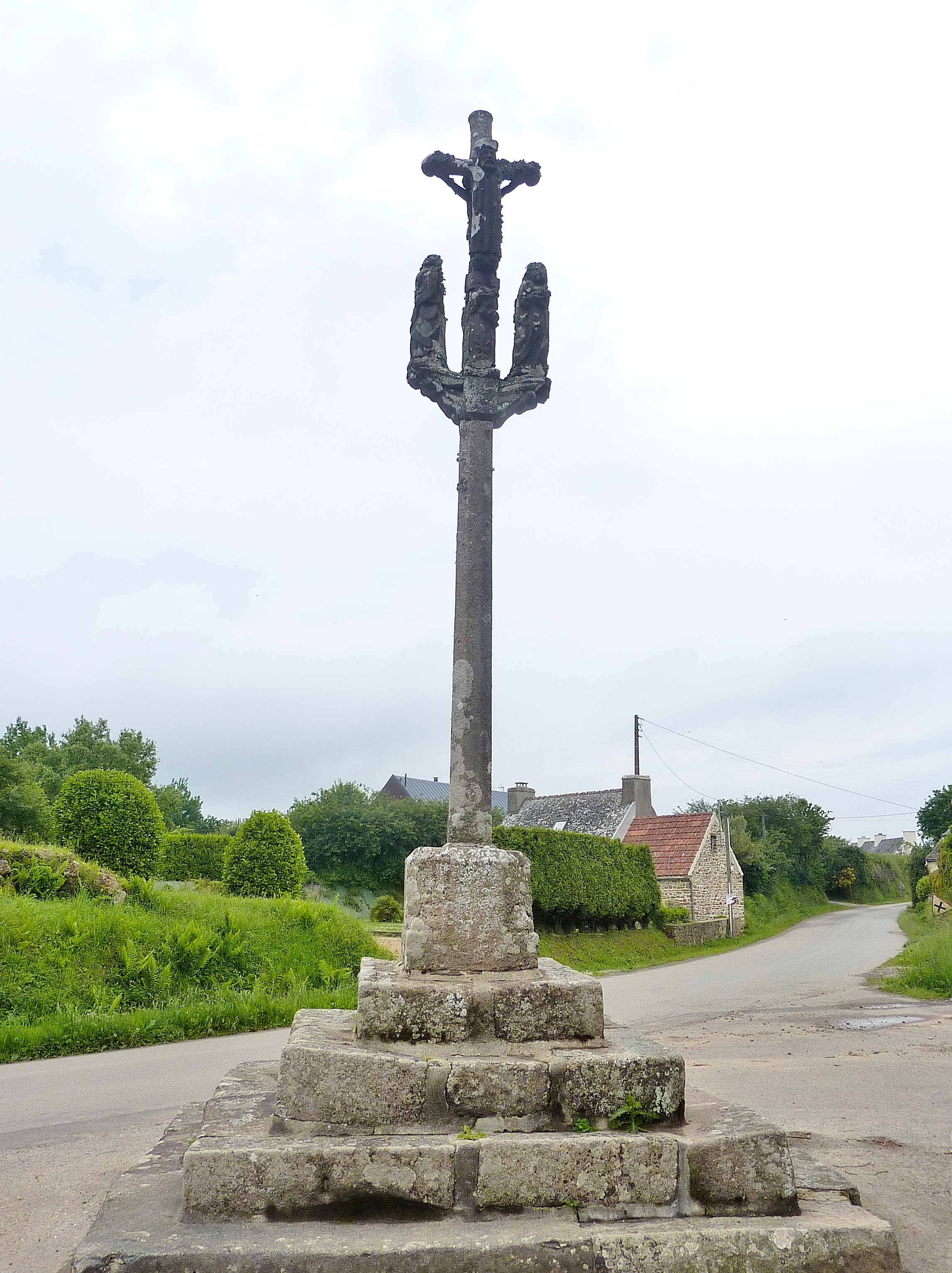
Le calvaire de Christ : une des faces.
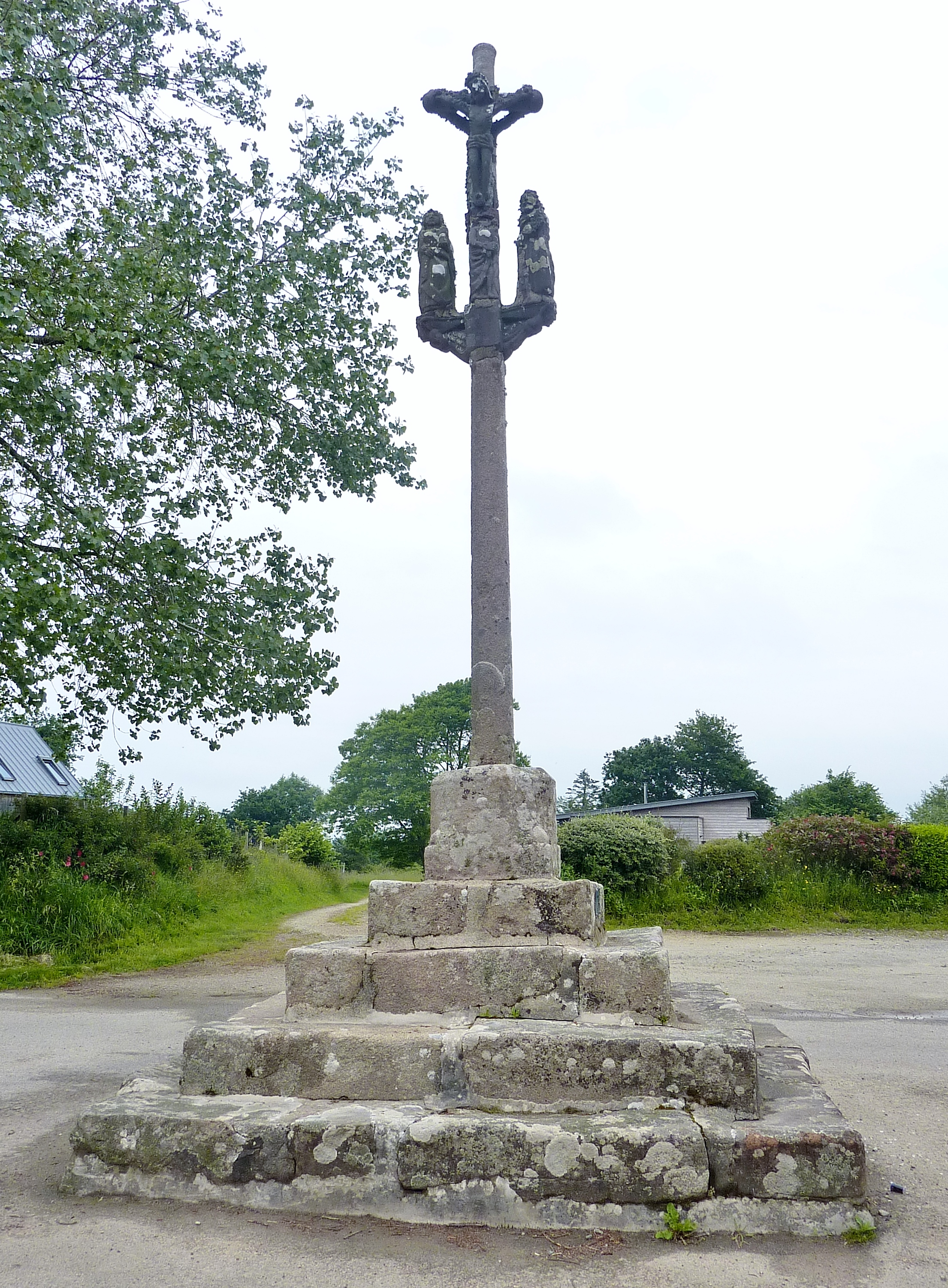
Le calvaire de Christ : l'autre face.
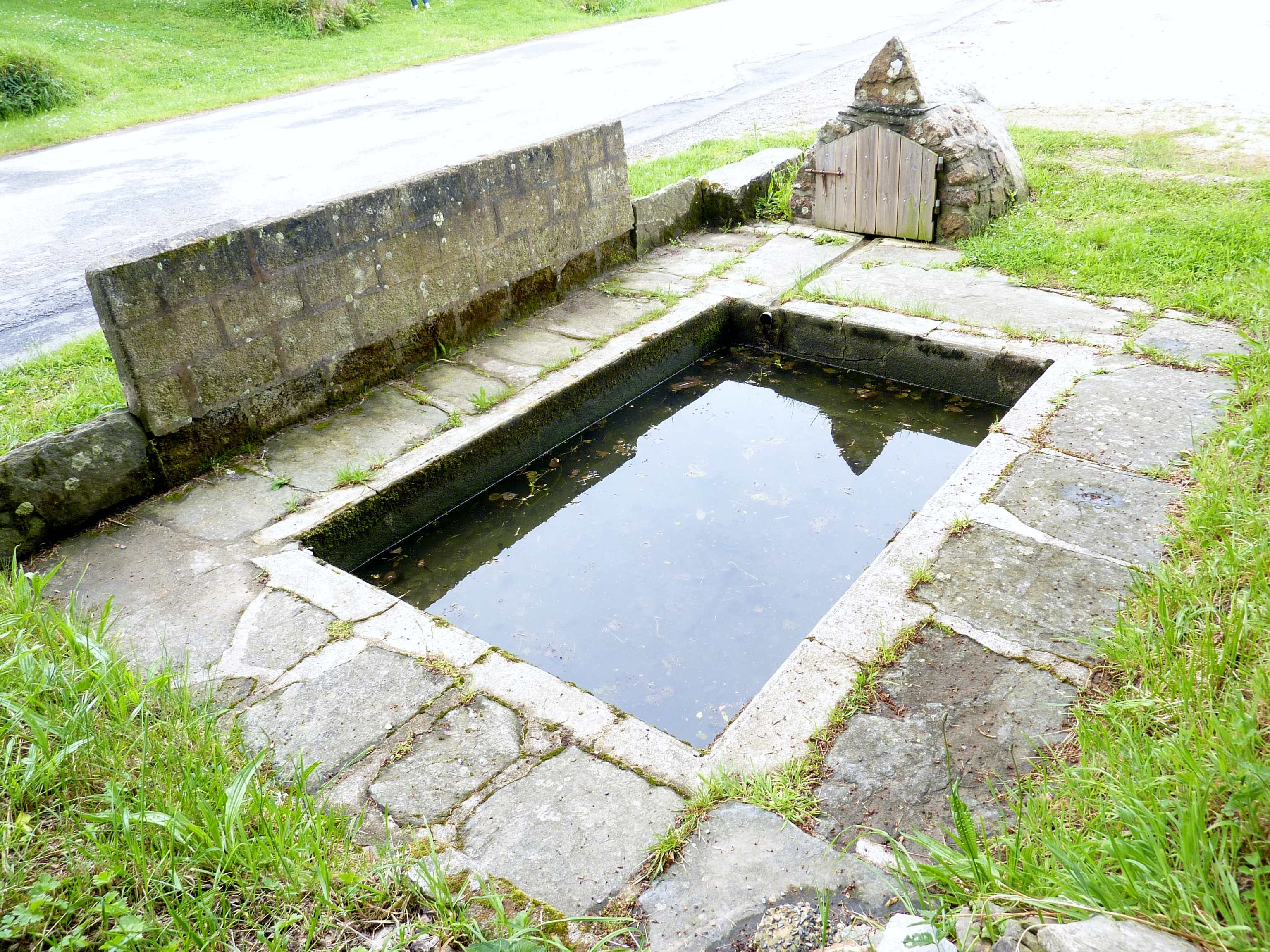
La fontaine de Christ.

- - la Chapelle Saint Ingar (paroisse de Guimaëc, commune de Locquirec) :

Chapelle simple, rectangulaire, datant du XVIe siècle, elle est rattachée à la paroisse, par l'évêque de Quimper en 1954. Le saint patron Ingar serait également un moine évangélisateur. Lors du pardon les cultivateurs apportaient des offrandes en nature : blé et orge par 25 kg. Le pardon a lieu au mois de juillet.
  - Chapelle Saint Sébastien :

Chapelle domestique du manoir de Kerven en ruines au début du XXe siècle et reconstruite en 1906, les pierres de la chapelle ruinée de Saint-Melar furent utilisées lors des travaux de remise en l'état, à la demande de M. de Bergevin, maire de Guimaëc et propriétaire du manoir.

- Anciennes chapelles[66] :

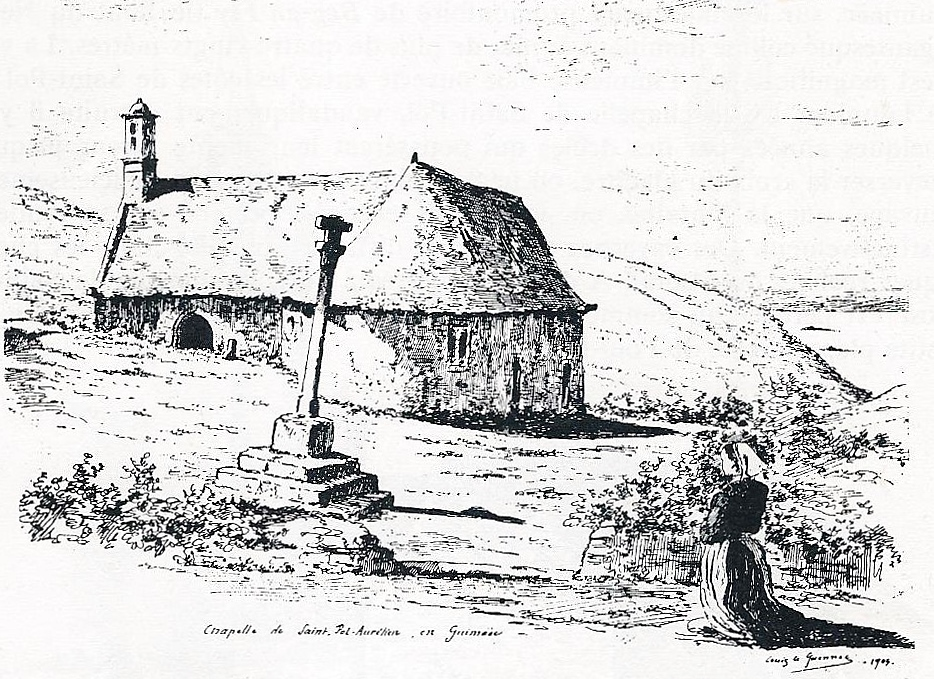
La chapelle Saint-Pol-Aurélien en 1909 (dessin de Louis Le Guennec).

  - Chapelle Saint Paol ou Saint-Pol-Aurélien (XVIe siècle) :

Elle se trouve près de la mer, dans le vallon de Traou Stang. Depuis longtemps en ruine, faute d'entretien, la croix du placître brisée, elle a été sauvagement pillée. En 1946, pierre et voûtes de porte ont servi à la construction du monument aux morts de la commune. Dépendance des seigneurs de Penarprat au XVIIIe siècle, elle était en forme d'équerre dont l'aile se terminait par un arrondi.
  - Chapelle Sainte-Rose, dédiée à Rose de Lima :

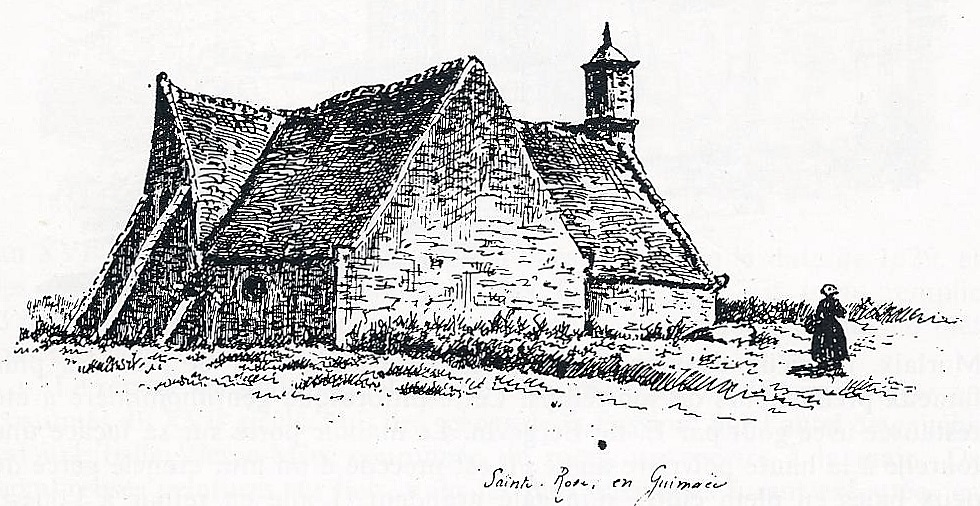
La chapelle Sainte-Rose vers 1920 (dessin de Louis Le Guennec).

- Construite à 80 m d'altitude, face à la mer dont elle essuie toutes les tempêtes, cette chapelle était privée. Louis Le Guennec écrit qu'elle était « admirablement campée sur une montagne dominant la mer de plus de 80 mètres et dévalant par une pente vertigineuse jusqu'à la jolie plage ignorée de Poul-Rodour ». Selon une gwerz, cette chapelle aurait été construite à la suite d'un miracle, une jeune fille prénommée Rose ayant trouvé une femme noyée sur la plage qui tenait encore dans ses bras un bébé encore en vie et qu'elle sauva en lui donnant le sein malgré sa virginité[1]. Il ne reste que quelques ruines et est interdite au culte par le propriétaire des lieux depuis 1947, date du dernier pardon (le premier dimanche après la Sainte-Anne). À l'origine, du temps des seigneurs de Kervegen, le jour du pardon, les fermiers de Kerbaul, de Keroriou et des alentours payaient une dîme comme en témoigne un aveu du recteur en 1702.
« Le dimanche que se trouve le pardon de sainte Rose, au vis de la chapelle appartenant au dit seigneur, à l'isseu des vespres du dit jour, de représenter plein une brassée de cordes de pois en gousses pour y être en l'endroit brulez ou à défaut de ce faire, payer à la dite seigneurerie soixante solz d'amende. »
  - Chapelle Saint-Roch :

Désaffectée au début du XXe siècle, elle est située face à l'église paroissiale où, après avoir servi d'école jusqu'en 1964, elle abrita la mairie de 1974 à 2006 puis la garderie (Ti Mon ar big) depuis 2008. Il s'agit d'un bâtiment très simple de forme rectangulaire et dont aucun élément religieux ne subsiste.
  - Chapelle neuve ou Saint Mélar, XVIIe siècle :

En partie détruite avant 1880 elle est rasée en 1903. Avec sa nef, son transept et son abside à trois pans c'est la plus récente de la paroisse. Une partie des pierres de construction a été vendue, d'autres encore ont servi à réparer le mur sud de l'église paroissiale. Tout près, il existe toujours une fontaine et dans le prolongement, une piscine compartimentée en plusieurs bacs peu profonds où étaient plongés les enfants de santé fragile. Le pardon de la chapelle était célébré au mois de mai.

Paul Peyron et Jean-Marie Abgrall ont longuement décrit ces diverses chapelles dans un article paru en 1911 dans le "Bulletin diocésain d'histoire et d'archéologie".

## Autres lieux et monuments
- Lit de Saint-Jean : allée couverte datée du Néolithique classée au titre des monuments historiques par arrêté du 25 juillet 1930[71].
- Vallée et moulin de Trobodec (XVIIe – XIXe siècles) : les murs de ce moulin à farine ont été remontés au moins trois fois au cours des siècles. Il a cessé de fonctionner dans les années 1950 et a été acquis par le Conservatoire du Littoral. La roue à augets de 5 mètres de diamètre a été restaurée à l'identique par un artisan local.
- Pigeonnier de Kervéguen, construit dans les années 1550 par le seigneur du manoir. Le nombre considérable de ses trous de boulin donne une idée de l'importance du domaine car chaque alvéole correspond à un couple de pigeons et à 50 ares de terre.
- Musée rural des Vieux Outils du Trégor. Ce musée ouvert l'été et sur demande pour les groupes abrite une remarquable collection d'outils de la terre, de la mer et de la vie quotidienne.
- Château de Kercadiou ou Kergadiou : construit dans la seconde moitié du XIXe siècle à l'emplacement d'un ancien manoir ; propriété privée[72].
- Plage de Venizella (Vilin Izella) près de Beg an Fri.
- Plage de Poul Rodou.
- Pointe de Beg-ar-Fri.
- Sentier côtier de Saint-Jean-du-Doigt à Locquirec (un tronçon du GR 34).

## Tableaux
- Maxime Maufra : The Cliffs at Beg-ar-Fry, Saint-Jean-du-Doigt [en fait, Beg an Fry se trouve en Guimaëc] (Cleveland Museum of Art, 1895).

The Cliffs at Beg-ar-Fry, Saint-Jean-du-Doigt [en fait, Beg-ar-Fri se trouve en Guimaëc] (Cleveland Museum of Art, 1895).